# روسیه
روسیه (به روسی: Россия) با نام رسمی فدراسیون روسیه (به روسی: Российская Федерация) که در روسیه آر. اف (Рф) نیز خطاب می‌شود، پهناورترین کشور جهان است که در شمال اوراسیا قرار دارد. مسکو، بزرگ‌ترین کلان‌شهر و بزرگ‌ترین شهر اروپا، پایتخت روسیه است. این کشور فراقاره‌ای در آسیای شمالی و اروپای شرقی واقع است و با اقیانوس آرام شمالی، اقیانوس منجمد شمالی، دریای خزر، دریای سیاه، و دریای بالتیک مرز آبی دارد. روسیه با ۱۴ کشور آسیایی و اروپایی از جمله نروژ و فنلاند از شمال، کره شمالی، چین، مغولستان، آذربایجان، قزاقستان و گرجستان از جنوب و اوکراین، بلاروس، لتونی، استونی از غرب و با لهستان و لیتوانی از طریق منطقه برون بومی کالینینگراد مرز زمینی، و با کشورهای پیرامون دریای برینگ، دریای ژاپن، دریای خزر، دریای سیاه، و دریای بالتیک مرز آبی دارد. درازای کشور روسیه از تنگه برینگ تا برون بوم کالینینگراد؛ به‌طور تقریبی ۵۰۰۰ کیلومتر است.
روسیه با ۱۷٬۰۹۸٬۲۴۲ کیلومتر مربع وسعت، عنوان پهناورترین کشور جهان را به خود اختصاص داده به گونه ای که اختلاف زمانی غربی‌ترین منطقه تا شرقی‌ترین نقطه روسیه در حدود ۹ ساعت هست. کشور کانادا که به عنوان دومین کشور پهناور جهان شناخته می‌شود، تنها مساحتی در حدود ۵۸ درصد مساحت روسیه را دارا می‌باشد. بیشتر مساحت روسیه را مناطق خالی از سکنه تشکیل می‌دهند. این کشور در عرضهای بالای جغرافیایی واقع شده و بیشتر مناطق کشور سردسیر است. به همین سبب، در بیشتر مناطق روسیه (به ویژه سرزمین بزرگ سیبری) شرایط کشاورزی فراهم نیست. واژه روسیه یک واژه اصیل روسی است و به معنای سرزمینی است که انسان‌های روس زبان در آنجا زیاد زندگی می‌کنند. می‌توان گفت ریشه واژه روسیه از روس است و این واژه در زمان‌های قدیم از واژه روس گرفته شده است.
پیش از این شوروی سابق ۲۲٬۴۰۲٬۲۰۰ کیلومتر مربع وسعت داشته که روسیه حدود ۷۷ درصد آن را تشکیل می‌داده است و باقی مانده آن که شامل ۵٬۳۲۶٬۸۰۰ کیلومتر مربع بوده در جریان فروپاشی اتحاد جماهیر شوروی به ۱۴ کشور مستقل تبدیل شده است؛ که این میزان، وسعتی در حدود ۲۳ درصد خاک شوروی سابق را تشکیل می‌داده است. روسیه به دو بخش روسیه اروپایی و روسیه آسیایی تقسیم می‌شود. بخشی از روسیه که در قاره اروپا قرار دارد وسعتی در حدود ۴ میلیون کیلومتر مربع را به خود اختصاص داده و مساحتی در حدود ۲۴ درصد وسعت روسیه را شامل می‌شود ۷۷ درصد از جمعیت ۱۴۵ میلیون نفری روسیه در بخش اروپایی روسیه زندگی می‌کنند. پایتخت روسیه شهر مسکو است که در باختر و بخش اروپایی کشور قرار دارد
و جمعیت آن ۱۲٬۴۰۴٬۰۰۰ نفر است.
روسیه با حدود ۱۴۵٬۹۲۶٬۰۰۰ نفر جمعیت نهمین کشور پرجمعیت دنیاست. تراکم جمعیت روسیه ۸٫۵۶ نفر در هر کیلومتر مربع است که از پایینترین نرخهای تراکم جمعیت در جهان به حساب می‌آید. همچنین، نرخ رشد جمعیت در این کشور اندکی زیر صفر است. بیشتر جمعیت روسیه در غرب این کشور (بخش اروپایی) زندگی می‌کنند. بر اساس سرشماری سال ۲۰۱۰، حدود ۸۱ درصد از مردم این کشور از قومیت روس اند. در مجموع ۱۶۰ گروه قومی در این کشور سکونت دارند. تاتارها ۳٫۹ درصد جمعیت روسیه را تشکیل می‌دهند و بزرگ‌ترین اقلیت قومی این کشور محسوب می‌شوند. اقوام اوکراینی، چوواش، باشقیر، داغی، چچنی، و ارمنی نیز هر یک بیش از یک میلیون نفر جمعیت دارند و آوارهای قفقازی، بلاروسی‌ها، آسی‌ها، آذربایجانی‌ها و قزاق‌ها، تالش از دیگر اقوام پرجمعیت روسیه اند.
زبان رسمی روسیه، زبان روسی است؛ ولی ۲۷ زبان رسمی دیگر نیز در جمهوری‌ها و مناطق خودگردان این کشور وجود دارد. روسیه کشوری فدرال با تقسیمات کشوری پیچیده‌ای است که شامل ۸۳ واحد فدرال از جمله ۲۱ جمهوری خودگردان می‌شود. روسیه فرهنگ پرباری دارد و نویسندگان سرشناسی همچون تولستوی و داستایوفسکی را پرورانده است.
روسیه تا پیش از قرن هجدهم یک حکومت نه چندان نیرومند در خاور اروپا بود و چندان پهناور نبود. تا اینکه در آغاز سده ۱۸ میلادی و با اصلاحاتی که تزار پتر کبیر انجام داد، این کشور به یک امپراتوری پهناور و نیرومند بدل شد. در اکتبر سال ۱۹۱۷ انقلاب کمونیستی در این کشور رخ داد و نام کشور به «اتحاد جماهیر شوروی سوسیالیستی» تغییر یافت. روسیه، با عنوان جمهوری فدراتیو روسیه شوروی، مهم‌ترین و بزرگ‌ترین جمهوری در اتحاد جماهیر شوروی بود. در سال ۱۳۷۰ (۱۹۹۱) شوروی پس از جنگ سردی طولانی با غرب فروپاشید و فدراسیون روسیه و دوازده جمهوری دیگر جانشین آن شدند.
تاریخ روسیه را می‌توان به دوره باستان قبل از ۸۲۰ میلادی، دولت روسیه قدیم (۱۲۴۰–۸۶۲)، ولادیمیر-سوزدال (۱۳۸۹–۱۱۵۷)، دوک‌نشین بزرگ مسکو (۱۵۴۷–۱۲۶۳)، روسیه تزاری (۱۷۲۱–۱۵۴۷)، امپراتوری روسیه (۱۹۱۷–۱۷۲۱)، اتحاد جماهیر شوروی (۱۹۹۱–۱۹۱۷) و فدراسیون روسیه (اکنون–۱۹۹۱) تقسیم کرد. فدراسیون روسیه دراین دوره‌ها، فرازونشیب‌های بسیاری را تجربه کرده، آشوب‌ها، قیام‌ها و حکومت‌های مختلفی را به خود دیده و همواره مورد توجه امپراطوران و جنگاوران تاریخ؛ از مغول‌ها تا ناپلئون بناپارت؛ امپراتور فرانسه و هیتلر؛ رهبر آلمان نازی، بوده است. این سرزمین در طول تاریخ خود بخش‌هایی از کشورهای مختلف از جمله شمال ایران در زمان امپراتوری و مناطقی از اطراف دریای بالتیک پس از جنگ جهانی دوم در دوره شوروی را به وسعت جغرافیایی‌اش افزوده است.
رهبران شوروی به ویژه پس از جنگ جهانی دوم، قدرت زیادی پیدا کرده و با همکاری برخی کشورها، بلوک شرق را در مقابل بلوک غرب تا سال ۱۹۹۰ میلادی، کنترل کردند. در این زمان بود که پس از حدود ۷۰ سال، نظام کمونیستی قدرت سابق خود را از دست داد و فروپاشید. فدراسیون روسیه، بزرگ‌ترین و مهم‌ترین کشور باقیمانده از این فروپاشی است و جانشین شوروی در سازمان‌های مختلف بین‌المللی از جمله سازمان ملل متحد شد. روسیه دارای حق وتو در شورای امنیت سازمان ملل متحد است. این کشور ۷۶ درصد از خاک و ۶۶ درصد از جمعیت اتحاد جماهیر شوروی سابق را به خود اختصاص داده است. طی سال‌های پس از فروپاشی شوروی که روسیه جدید شکل گرفته، نظام انتخاباتی چند حزبی همانند کشورهای غربی در آن ایجاد شده است. برخلاف دوران کمونیستی که مالکیت شخصی تقریباً وجود نداشت، اکنون مسکو؛ پایتخت یکی از شهرهای جهان با جمعیت بسیارِ میلیاردرها محسوب می‌شود.
واحد پول روسیه روبل است. روسیه با تولید ناخالص داخلی ۱٫۵۷۸ تریلیون دلار در سال ۲۰۱۷ هشتمین اقتصاد بزرگ جهان (ششمین بر مبنای قدرت برابری خرید) بوده است. این کشور پس از فروپاشی شوروی به اقتصاد بازار روی آورده است و به منابع طبیعی عظیم خود متکی است. درآمد سرانهٔ این کشور در سال ۲۰۱۳ بیش از ۱۸ هزار دلار (بر مبنای قدرت برابری خرید) که این کشور را در رتبه پنجاه و هفتم دنیا می‌نشاند. این کشور یکی از پنج عضو دائمی شورای امنیت سازمان ملل، عضو، سازمان تجارت جهانی، سازمان همکاری شانگهای و کشورهای مستقل همسود است.
ولادیمیر پوتین، از سال ۱۹۹۹–۲۰۰۸ رئیس‌جمهور، از ۲۰۰۸–۲۰۱۲ نخست‌وزیر روسیه کابینه مدودف و از تاریخ ۷ می ۲۰۱۲ مجدد رئیس‌جمهور روسیه است وی بیش از دو دهه در سیاست روسیه دخیل بوده است. پس از استعفای مدودف، از ۱۵ ژانویه ۲۰۲۰ میشوستین نخست‌وزیر روسیه می‌باشد. سیاست روسیه، تلاش برای یکپارچگی و همبستگی مردمان این کشور و همکاری و عدم تنش با غرب بود؛ اما به خاطر گسترش ناتو به شرق و پس از درگیری با گرجستان بر سر اوستیای جنوبی، الحاق کریمه به فدراسیون روسیه از خاک اوکراین، حمله روسیه به اوکراین (۲۰۲۲–اکنون) و الحاق جنوب و شرق اوکراین به روسیه، روابط روسیه و غرب به دشمنی گراییده است.

## تاریخ
تاریخ روسیه به سده چهاردهم میلادی بازمی‌گردد که قلمرو پادشاهی تجاری مسکو به عنوان بازیگر اصلی در بین چندین منطقه کوچکتر مشابه مطرح شد. ایوان چهارم، معروف به ایوان مخوف، نخستین حاکم مسکو بود که خود را تزار نامید. در سده هفدهم رومانفها به حکومت روسیه دست یافتند و تا سیصد سال بر این کشور حکومت کردند. پتر کبیر و کاترین کبیر از بنام‌ترین این پادشاهان بودند که جنگها و اصلاحات زیادی را در جهت مدرن سازی این کشور پیاده کردند و با اقدامات بزرگشان روسیه را به ابرقدرت اوراسیا تبدیل کردند.
در اوایل سده بیستم، نارضایتی‌های عمیق در میان بخش‌های مختلف جامعه روسیه به اعتراضات گسترده‌ای در این کشور انجامید. در شرایطی که حاکمان کشور نسبت به درد و رنج توده‌های مردم بی‌تفاوت به نظر می‌رسیدند، جریان‌های سیاسی رادیکال در کشور نیرو گرفتند. رخداد معروف به دوشنبه خونین در سال ۱۹۰۵، شکست از ژاپن در جنگ ۱۹۰۵ و شکست‌های این کشور در جنگ جهانی اول به این نارضایتی‌ها بسیار دامن زد. با آغاز جنگ جهانی اول در ۱۹۱۴ میلادی، حکومت تزاری در پی آن بود که سیاست‌های توسعه طلبانه خود را تعقیب کند و در عین حال شورش‌های داخلی را به بهانه وقوع جنگ خاموش نماید. تلاش‌های روسیه برای توسعه اراضی خود متوجه دو منطقه بالکان و تنگه‌های بسفور و داردانل بود؛ چراکه بخش بزرگی از صادرات روسیه به ویژه غلات از این تنگه‌ها می‌گذشتند. سیاستمداران و نیروی دریایی روسیه به خوبی از سلطه آلمان بر عثمانی مطلع بودند و آن را برای منافع اقتصادی روسیه زیان آور می‌دانستند. ضعف درونی حکومت تزاری و الحاق این تنگه‌ها به روسیه از راه جنگ امکان‌پذیر نبود از این رو دولت تزار به اتحاد فرانسه و انگلستان پیوست تا بتواند از این طریق بر تنگه‌ها مسلط شود. بدین ترتیب روسیه وارد جنگ شد. طبقات حاکم می‌پنداشتند در این جنگ احساسات وطن پرستانه کارگران و قشرهای ضعیف جامعه بر احساسات انقلابی آنان چیره خواهد شد و این خود می‌تواند روسیه را احیا کند. اما روسیه تحمل یک جنگ بزرگ را نداشت و نیروهای آلمانی و اتریشی به راحتی واحدهای روسی را درهم شکستند. هرج و مرج اقتصادی شدیدتر شد و بحران سوخت بروز نمود. جنگ بر کشاورزی نیز اثر گذاشت و قطع صادرات غله نتوانست اثرات زیان بار کمبود مواد غذایی را جبران کند. فقر و تیره‌روزی به مرور افزایش یافت و این امر به شورش‌ها و اعتصابات کارگران دامن زد. شکست‌های ارتش روسیه نیز به این وضعیت دامن می‌زد. از سال ۱۹۱۶ با تضعیف حکومت تزارها روند اعتراضات مردمی در نواحی مختلف روسیه تشدید شد و در پتروگراد، مسکو و دیگر شهرهای روسیه نیز احزاب انقلابی و دهقانان و کارگران شرایط سرنگونی تزار را فراهم آوردند. با استعفای تزار نیکلای دوم در مارس ۱۹۱۷ میلادی حکومت تزاری عملاً سرنگون به نظر می‌رسید. پس از آن دولت موقت روی کار آمد. الکساندر فیودورویچ کرنسکی Алекса́ндр Фёдорович Ке́ренский چهره برجسته این دولت محسوب می‌شد که در مقام وزارت دادگستری و با تعقیب و مجازات متهمین به فساد و جنایات گذشته، شهرت پیدا کرده بود. در نیمه ماه مارس ۱۹۱۷ تبعیدیان و فراریان روسی از چهار گوشه جهان؛ از اروپا و آمریکا تا سیبری، به سوی پتروگراد سرازیر شدند. از میان هزاران نفری که در بهار ۱۹۱۷ به روسیه بازگشتند، از هر گروه و طبقه ای؛ از انقلابیون قدیمی و سوسیالیست‌ها و لیبرال‌ها گرفته تا روشنفکران و دانشجویان همگی به کشور بازگشتند. گرچه تا ورود لنین به پتروگراد در ۱۶ آوریل ۱۹۱۷، خطری جدی دولت موقت را تهدید نمی‌کرد. لنین با تجاربی که در سال‌های فرار و تبعید اندوخته بود و شیوه خاصی که در مبارزات سیاسی داشت، توانست طی مدتی کمتر از هفت ماه مسیر انقلاب روسیه را تغییر دهد و با براه انداختن انقلاب دومی که به انقلاب بلشویکی شهرت یافت، مسیر تاریخ روسیه را عوض کند.
نخستین سال‌های حکومت لنین با جنگ داخلی علیه حامیان سلطنت همراه بود و پس از مدتی رقابت برای جانشینی لنین شدت گرفت. وی در سال ۱۹۲۴ درگذشت و استالین در سال ۱۹۲۹ به رهبری بلامنازع حزب کمونیست شوروی دست یافت. سیاست‌های استالین به صنعتی‌سازی سریع کشور انجامید اما حکومت او با حجم غیرمنتظره‌ای از پاکسازی‌های سیاسی، تبعیدهای دسته‌جمعی و حبس و زندان همراه بود. در ژوئن ۱۹۴۱، آلمان به شوروی یورش برد و جنگی چهارساله درگرفت که ۲۷ میلیون شهروند شوروی در آن جان باختند. روسیه در جنگ جهانی دوم پیروز شد و کنترل سیاسی بیشتر قلمرو اروپای شرقی و مرکزی را برای خود تضمین کرد. استالین تا زمان مرگش در سال ۱۹۵۳ در مسند قدرت باقی ماند. در این دوران حزب کمونیست با استفاده از دستگاه امنیتی عظیم خود بر تمام جنبه‌های زندگی اجتماعی جامعه تسلط یافت و شوروی با پرداخت بهایی گزاف از حیات انسان‌ها به یک ابرقدرت صنعتی و نظامی بدل شد.
خروشچف جانشین استالین تلاش کرد تا جنبه‌های بی‌رحمانه حکومت استالین را افشا کرده، و در عین حال، بخش‌های کلیدی حکومت کمونیستی را حفظ کند. وی سانسور را در جامعه کاهش داده و سیاست خارجی همزیستی مسالمت‌آمیز با غرب را در پیش گرفت، اما با سرکوب قیام سال ۱۹۵۶ مجارستان، سلطه شوروی بر دولت‌های دست‌نشانده این کشور ادامه یافت. با این حال، دستگاه حزبی اعتماد خود را به وی از دست داده و اعتبار خروشچف در پی نحوه رویارویی او با بحران موشکی ۱۹۶۲ کوبا کاهش یافت. خروشچف در سال ۱۹۶۴ در یک کودتای حزبی برکنار شد. در دوران برژنف جانشین خروشچف، شرایط زندگی برای توده‌های مردم پیش‌بینی پذیرتر و مناسب‌تر شد اما سرکوب سیاسی ادامه یافت. با این حال، با توجه به کاهش رشد اقتصادی و سر برآوردن مشکلات اجتماعی دوران برژنف به «عصر رکود» نامبردار شد. از سال ۱۹۷۹، شوروی در جنگی دراز و خونبار در افغانستان درگیر شد. یک نسل کامل قربانی جنگ شوروی در افغانستان شدند.

## تقسیمات کشوری

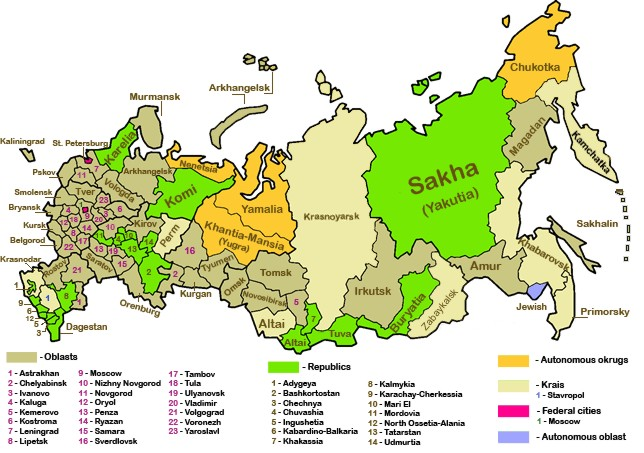
نقشه تقسیمات کشوری روسیه؛ سبز:جمهوری - کرم:سرزمین - قهوه‌ای:استان - زرد:ناحیه خودمختار - آبی:استان خودمختار یهودی - صورتی:۲ شهر فدرال مسکو و سن پترزبورگ

## سیاست

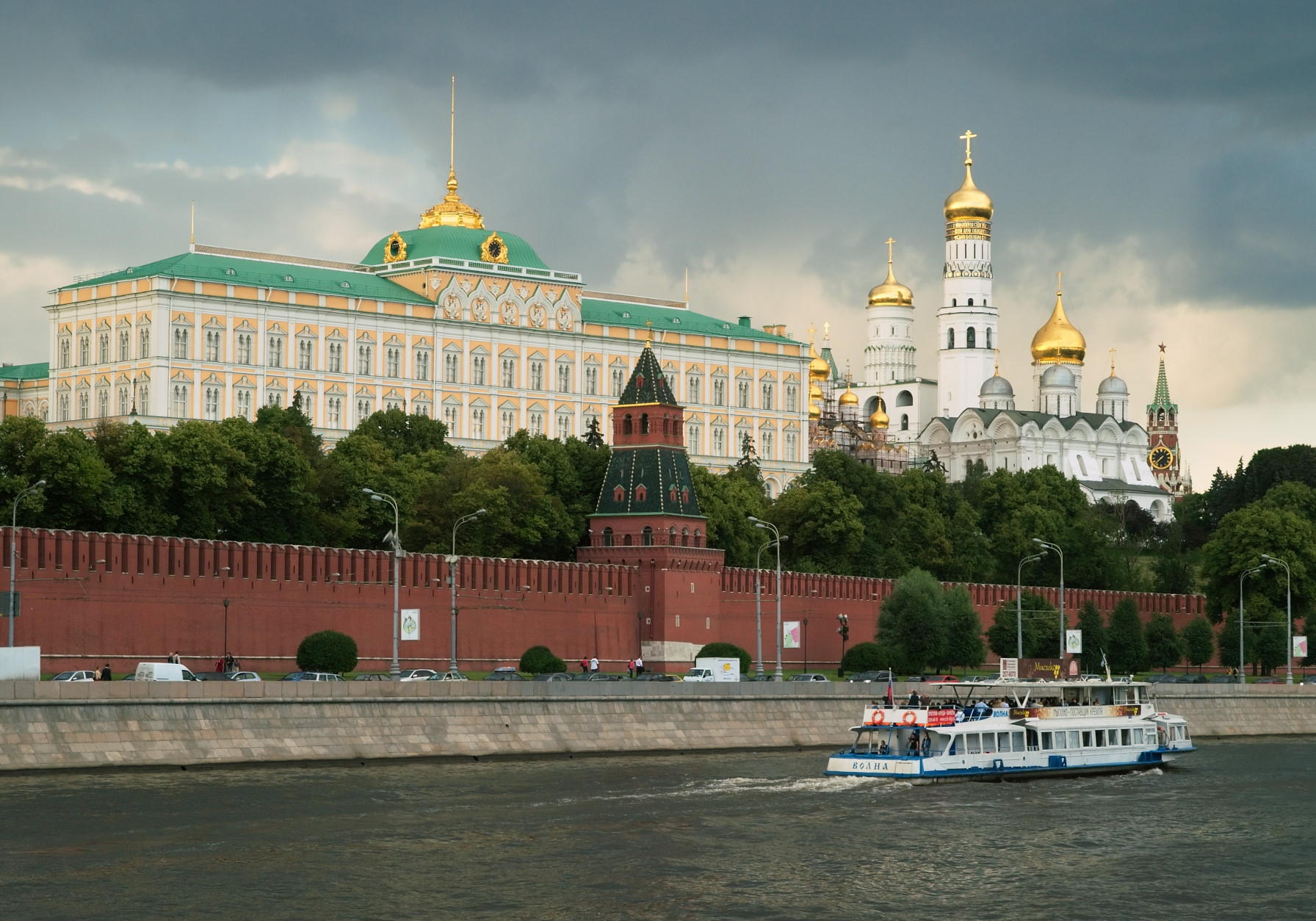
کاخ بزرگ کرملین

کرملین مسکو از زمان اتحاد جماهیر شوروی محل اصلی امور سیاسی روسیه بوده است.
سیاست روسیه در چارچوب نظام نیمه‌ریاستی صورت می‌گیرد. مطابق قانون اساسی روسیه، رئیس‌جمهور روسیه رئیس دولت است و از یک سیستم چند حزبی با قدرت اجرایی که توسط دولت اعمال می‌شود، به ریاست نخست‌وزیر است که با تصویب پارلمان توسط رئیس‌جمهور منصوب می‌شود.

### قانون اساسی
مهم‌ترین سند حقوقی در فدراسیون روسیه است. این قانون در همه‌پرسی روز ۱۲ دسامبر ۱۹۹۳ جایگزین قانون اساسی جمهوری فدراتیو شوروی سوسیالیستی شد که در ۱۲ آوریل ۱۹۷۸ میلادی به تصویب رسیده بود.
در این همه‌پرسی ۵۸٬۱۸۷٬۷۵۵ نفر شرکت کرده و ۳۲٬۹۳۷٬۳۰ (بیش از ۵۸ درصد) نفر به آن رأی موافق دادند.
در این قانون اختیارات گسترده‌ای به رئیس‌جمهور اعطا شده که این امر با سنت تاریخی تمرکز قدرت سیاسی در این کشور هماهنگ و متناسب است.

### دولت

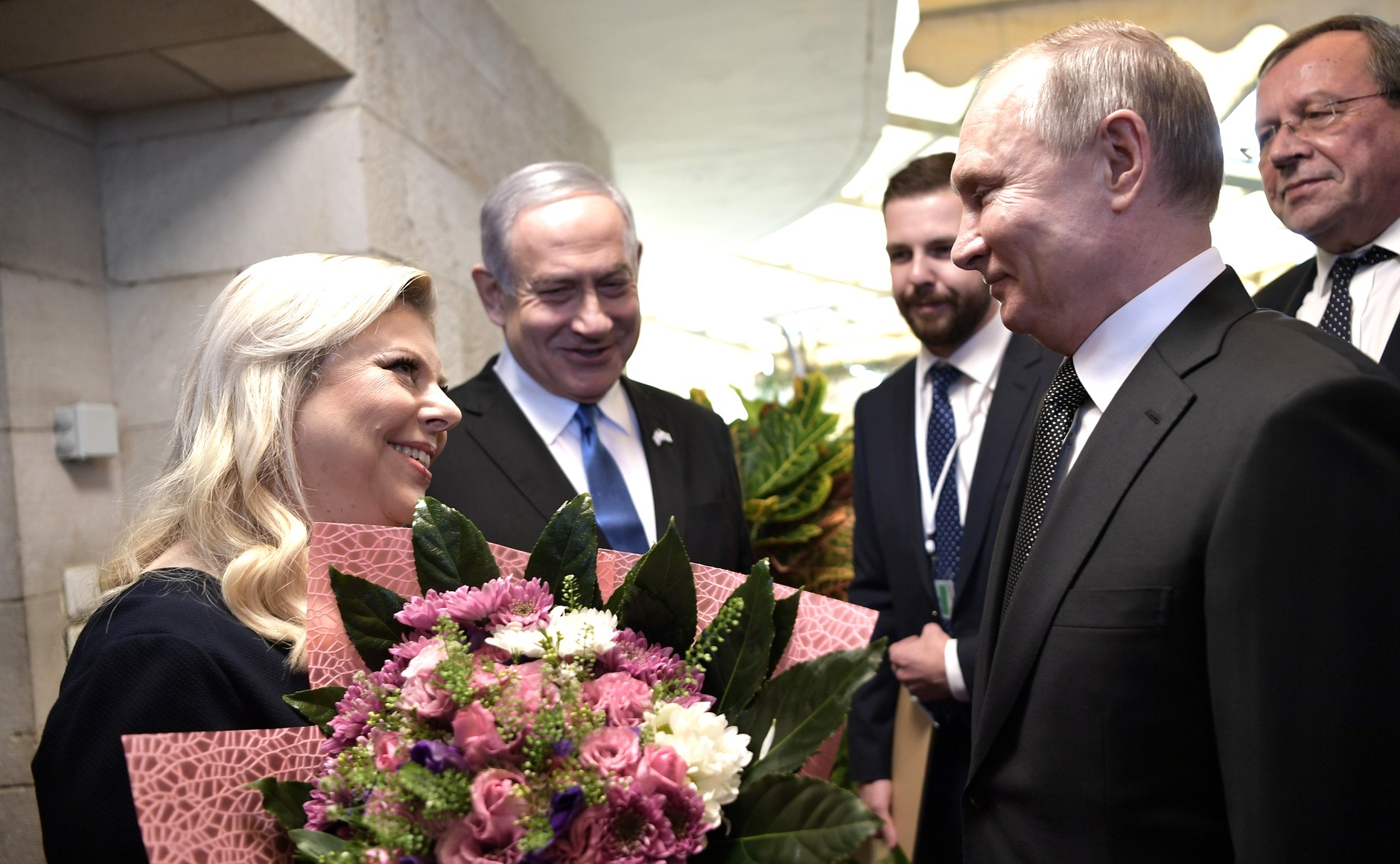
پوتین درکنار بنیامین و سارا نتانیاهو، ژانویه ۲۰۲۰‏

دولت روسیه بالاترین قدرت اجرایی در فدراسیون روسیه است. اعضای دولت روسیه شامل نخست‌وزیر، معاون نخست‌وزیر و وزرای دولت فدرال می‌باشند. بر اساس اصلاحیه سال ۱۹۹۱ قانون اساسی ۱۹۷۸ روسیه رئیس‌جمهور روسیه، رئیس شورای اجرایی این کشور بود و شورای وزیران را رهبری می‌کرد. طبق قانون اساسی فعلی روسیه، در حال حاضر رئیس‌جمهور از اعضای دولت روسیه نمی‌باشد و از قدرت اجرایی برخوردار نیست. اما رئیس‌جمهور، نخست‌وزیر روسیه را تعیین می‌کند، که بعنوان بالاترین منصب اجرایی این کشور فعالیت می‌کند.
نخست‌وزیر روسیه رسماً دومین فرد قدرتمند در ساختار سیاسی روسیه است که طبق ماده ۲۴ قانون اساسی فدرال ریاست دولت روسیه را به عهده دارد.
با توجه به نقش مرکزی رئیس‌جمهور در ساختار سیاسی روسیه فعالیت‌های قوه مجریه (از جمله نخست‌وزیر) به میزان قابل توجهی تحت تأثیر وی قرار دارد.
قدرت مقننه در دو مجلس مجمع فدرال فدرال روسیه واگذار شده است.

### انتخابات

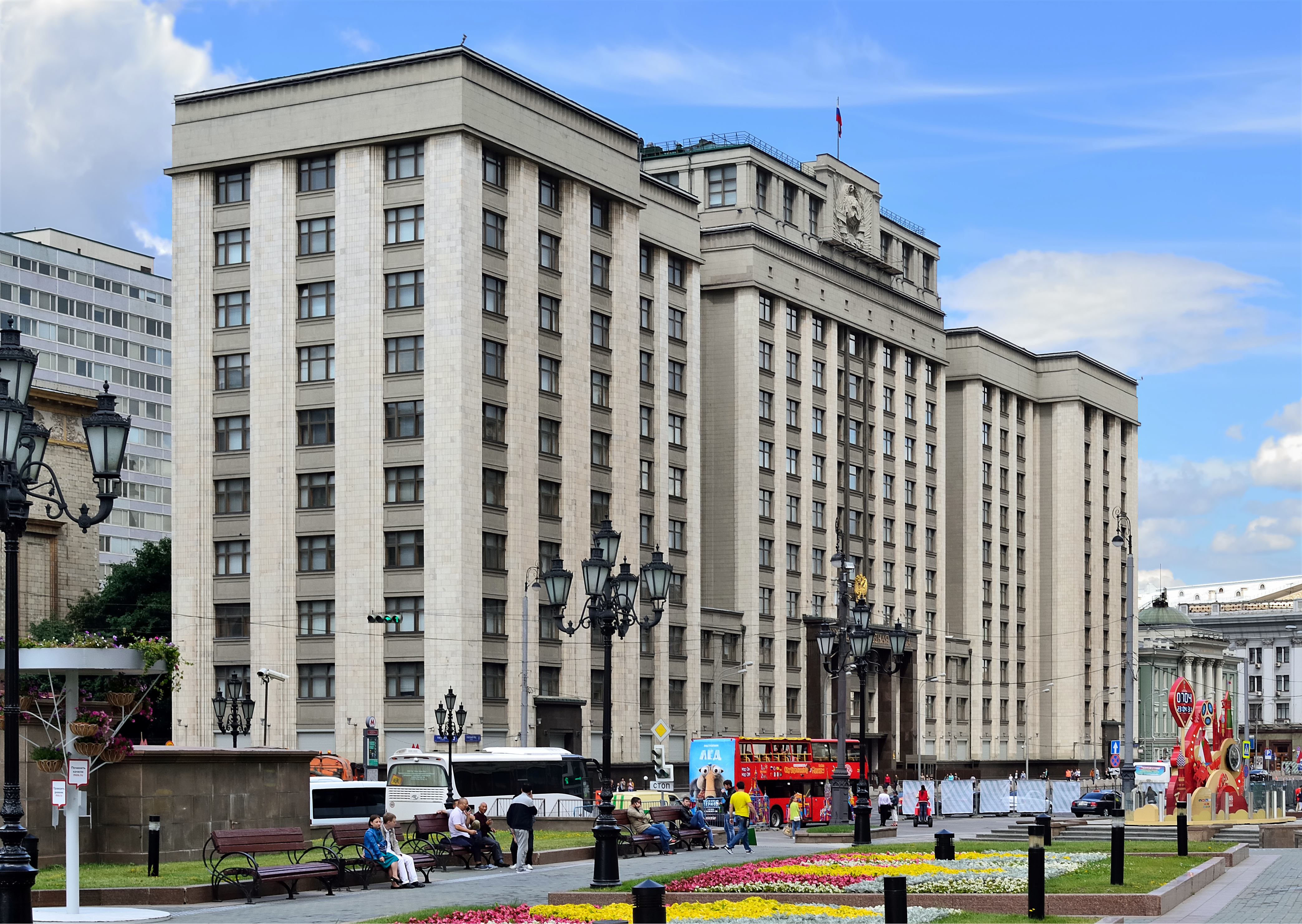
ساختمان دومای دولتی در سال ۲۰۱۶

مردم روسیه در سطح فدرال، رئیس‌جمهور را به عنوان رئیس کشور و اعضای مجلس قانون‌گذاری را انتخاب می‌کنند. این مجلس یکی از دو مجلس فدرال به‌شمار می‌رود. رئیس‌جمهور را می‌توان در نهایت به مدت دو دورهٔ شش ساله انتخاب کرد. این مدت از ۲۰۰۸ به این سو از چهار سال به شش سال افزایش یافت. مجلس فدرال دارای دو مجلس است: مجلس دوما که ۴۵۰ عضو دارد و هر کدام به مدت پنج سال به صورت نمایندگی تناسبی انتخاب می‌شوند و شورای فدراسیون روسیه که مستقیماً توسط مردم انتخاب نمی‌شوند بلکه هر کدام از ۸۵ واحد فدرال این کشور ۲ نماینده به این شورا می‌فرستند تا در نهایت ۱۷۰ عضو در آن وجود داشته باشد.

### نظام قضایی

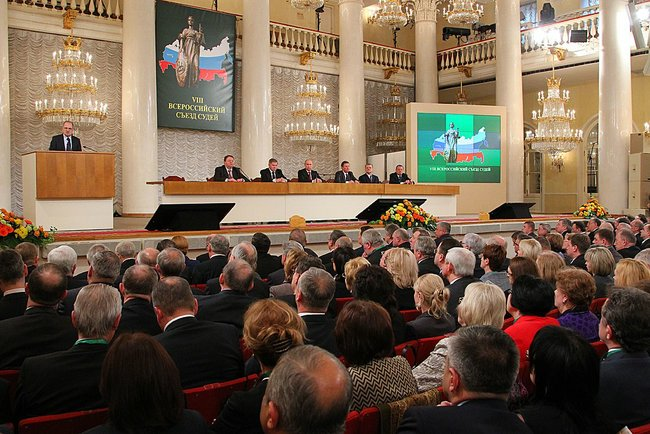
کنگره VIII کل قضات روسیه در دسامبر ۲۰۱۲.

به تمام نهادهای قضایی، در فدراسیون روسیه اشاره دارد. پس از فروپاشی شوروی در دسامبر ۱۹۹۱، فدراسیون روسیه بزرگ‌ترین کشوری است که پس از این فروپاشی به وجود آمده است. دو سال بعد و در دسامبر ۱۹۹۳ همه‌پرسی برگزار شد و یک قانون اساسی جدید به تصویب رسید.

## جغرافیا

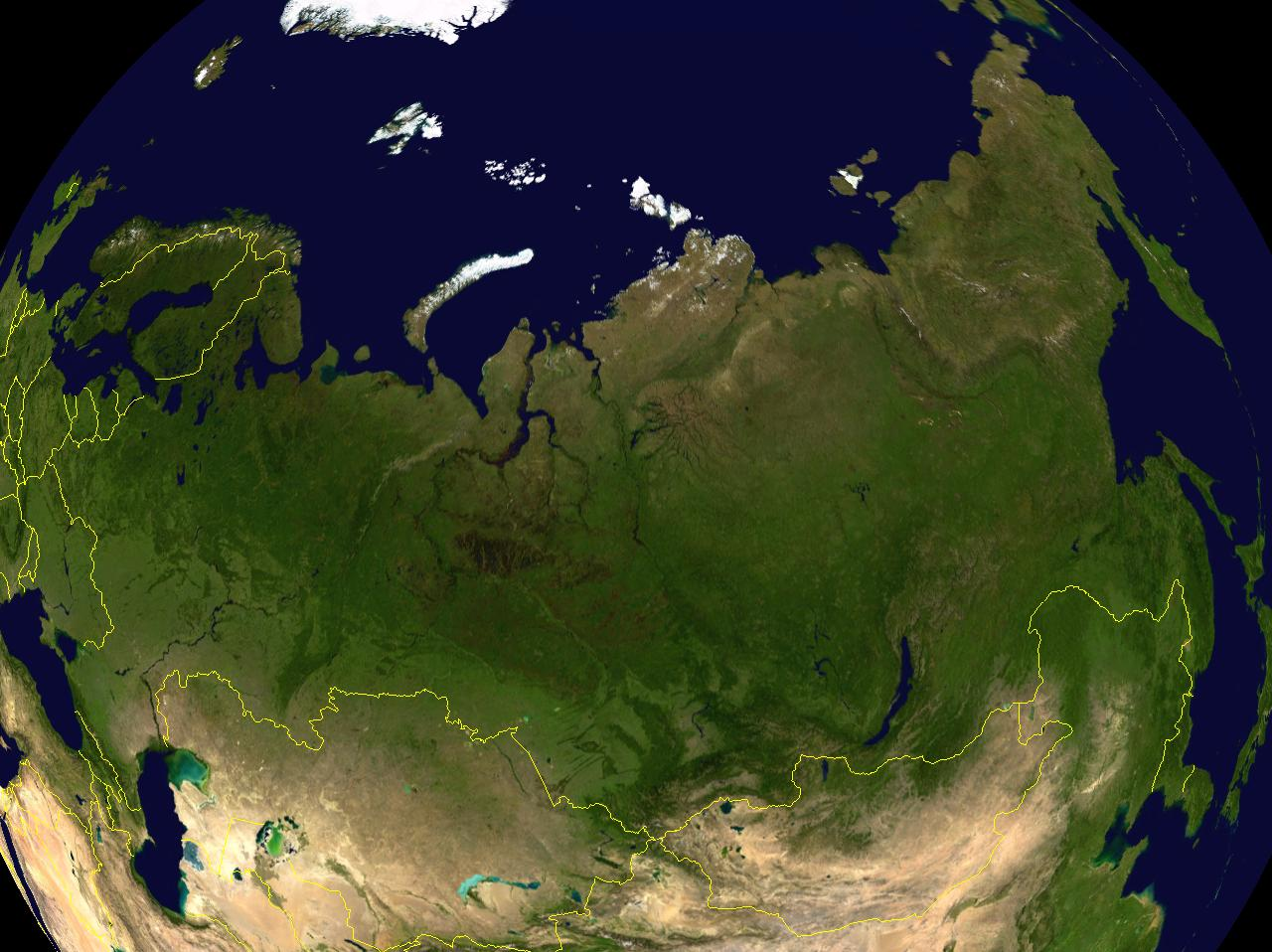
تصویر ماهواره‌ای از جغرافیای روسیه که مرزهای آن با خط زرد نمایان است.

کشور روسیه در آسیای شمالی و اروپای شرقی واقع است و با اقیانوس آرام شمالی و اقیانوس منجمد شمالی؛ و نیز با دریای خزر، دریای سیاه، و دریای بالتیک مرز آبی دارد. روسیه با ۱۴ کشور آسیایی و اروپایی مرز زمینی، و با کشورهای پیرامون دریای برینگ، دریای ژاپن، دریای خزر، دریای سیاه، و دریای بالتیک ارتباط دریایی دارد. روسیه یکی از کشورها با بیشترین ذخایر آب شیرین است. آبهای سطحی ۱۲/۴ درصد از روسیه را تشکیل می‌دهند که ۸۴ درصد آن در شرق اورال متمرکز است. دریاچه بایکال با ۳۱۷۰۰ کیلومتر مربع بزرگ‌ترین منبع آب شیرین و عمیق‌ترین دریاچه جهان به‌شمار می‌رود.
همسایگان زمینی روسیه عبارتند از:
در جنوب شرقی (آسیا): کره شمالی (۱۸ کیلومتر)، چین (۴۱۷۹ کیلومتر)، مغولستان (۳۴۵۲ کیلومتر) و قزاقستان (۷۶۴۴ کیلومتر)
در جنوب غربی (قفقاز): جمهوری آذربایجان (۳۳۸ کیلومتر) و گرجستان (۸۹۴ کیلومتر)
در غرب (اروپا): اوکراین (۱۹۴۴ کیلومتر)، بلاروس (۱۳۱۲ کیلومتر)، لتونی (۳۳۲ کیلومتر)، استونی (۳۲۴ کیلومتر)، فنلاند (۱۳۰۹ کیلومتر)، و نروژ (۱۹۱ کیلومتر) و در بخش جدامانده کالینینگراد با کشورهای لیتوانی (۲۶۱ کیلومتر) و لهستان (۲۱۰ کیلومتر).
کشیدگی مساحت روسیه از کالینینگراد؛ غربی‌ترین نقطه در نزدیکی دریای بالتیک تا ولادی‌وستوک؛ شرقی‌ترین منطقه در ساحل اقیانوس آرام (حدود ۹ هزار کیلومتر) است. فدراسیون روسیه بیشترین مرز با قزاقستان و کمترین را با کره شمالی داراست.
هالفورد مکیندر، از پیشگامان ژئوپلیتیک، موقعیت جغرافیایی روسیه را محوری می‌دانست و در این باب نوشته بود: «آیا جز این است که مسند سیاست جهان مرکز دو قارهٔ آسیا و اروپا می‌باشد که کشتی‌ها بدان دسترسی ندارند ولی در قدیم معرض تاخت‌وتاز سواران صحراگرد بود و امروز رفته‌رفته از شبکه‌های راه‌آهن پوشیده می‌گردد؟ شرایطی که لازمهٔ تحرک و گسترش اقتصادی و نظامی است در این اقلیم گرد آمده است. روسیه جانشین امپراتوری مغول شده و فشار این کشور، که بر فنلاند و اسکاندیناوی و لهستان و ترکیه و ایران و هندوستان و چین وارد می‌شود، جایگزین همان یورش‌هایی است که بیابان‌نشینان بر ممالک دوردست می‌بردند. موقعیت سوق‌الجیشی و مرکزیت روسیه در جهان همانند موقعیت آلمان در اروپاست. روسیه می‌تواند از همه‌سو ضربت زند و از همه‌سو ــ به‌جز از شمال ــ ضربت خورد.»

## ساعت

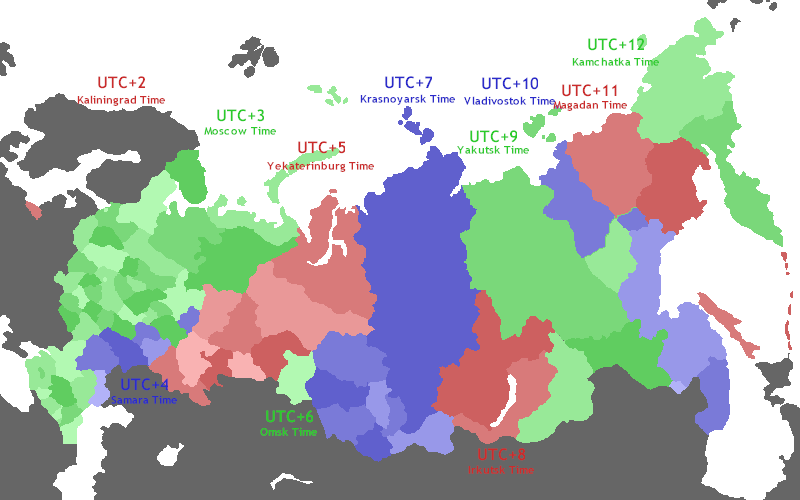
منطقه‌های زمانی فدراسیون روسیه

روسیه ۹ منطقه زمانی دارد. از کالینینگراد (بخش اروپایی روسیه) که ۱ ساعت از وقت مسکو عقب‌تر است تا ماگادان (شرق روسیه) که ۸ ساعت از وقت مسکو جلوتر است.

## فرهنگ و مردم
روسیه از نظر تنوع فرهنگی یکی از رنگارنگ‌ترین کشورهاست. بیش از ۱۶۰ گروه مختلف از فرهنگ‌ها و قومیت‌های گوناگون در این کشور زندگی می‌کنند.
از سالیان پیش، اسلاوها، باشقیرها، تاتارها، اهالی چچن، چوواش‌ها، اینگوش‌ها و دیگر اقوام روسیه با اشتراکات زیاد توانسته‌اند تولیدات فرهنگی متفاوتی را به مردم جهان ارائه کنند. موسیقی، ادبیات، نقاشی، هنر مینیاتور و باله حاصل تلاش این فرهنگ‌های گوناگون است که با ارائه گونه‌های مختلف توانسته‌اند به رشد بخشهایی از فرهنگ روسیه یاری رسانند. به گفته روس شناسان، یکی از دلایل چیره شدن ادبیات روس بر غرب در قرن‌های ۱۸، ۱۹ و ۲۰ همین گوناگونی فکری و فرهنگی بوده است. فرهنگ روسیه بر پایه‌های فرهنگ شرقی بنا شده؛ فرهنگی با زیرساخت‌های شرقی که همچنان به حیات خود ادامه می‌دهد. محور اغلب فعالیتهای فرهنگی در روسیه بر پایه احیاء و تقویت فرهنگ سنتی، پاسداشت مراسم آیینی و حفظ ارزش‌ها و میراث گذشته است.
ادبیات روسی نه تنها ارزش‌های زیباشناختی، ایده‌ها، اخلاق و معنویات را منعکس می‌کند بلکه در واقع انعکاس دهنده فلسفه روسیه است. تا قرن هجدهم میلادی عملاً ادبیات سکولار در روسیه وجود نداشت و متون ادبی بر پایه تاریخ، طبیعت و زندگی مردمان روس بنا شده بود. پس از آن از قرن هجدهم ادبیات سکولار میان شاعران و نویسندگان روسی نفوذ کرد. از جمله شاعران این دوره واسیلی تردیاکوفسکی Василий Тредиаковски، گاوریِل رومانوویچ درژاوین Гаврии́л Рома́нович Держа́вин، میخاییل واسیلیویچ لومونوسف Михаи́л Васи́льевич Ломоно́сов و نویسندگانی چون نیکلای میخاییلویچ کارامزین Никола́й Миха́йлович Карамзи́н والکساندر نیکلایویچ رادیشف Алекса́ндр Никола́евич Ради́щев را می‌توان نام برد.
پس از آن از جمله شاعران معروف روسیه می‌توان به الکساندر سرگیویچ پوشکین Александр Сергеевич Пушкин میخاییل یوریویچ لرمانتوف Михаил Юрьевич Лермонтов آنا آندریِونا آخماتووا А́нна Андре́евна Ахма́това و ولادیمیر ولادیمیرویچ مایاکفسکی اشاره کرد. از نویسندگان بنام کلاسیک روس نیز فئودور میخاییلویچ داستایوفسکی Фёдор Михайлович Достоевский، لف نیکلایویچ تولستوی Лев Николаевич Толстой، آنتون پاولویچ چخوف Антон Павлович Чехов و ایوان الکساندرویچ بونین Иван Алексеевич Бунин شهرت جهانی دارند. اکنون نیز روس‌ها بسیار به فرهنگ و ادب کلاسیک خود می‌بالند و با وجود نویسندگان و شاعران جوان و اهل ذوق امروزی، همچنان در کتابخانه هر خانواده روس، ادبیات کلاسیک جایگاه ویژه ای داراست.
هنر نقاشی در روسیه از دیرباز مورد توجه بوده است و هنرمندانی بنام در این عرصه می‌زیسته‌اند. گرچه اولین پرتره‌های واقع گرایانه در اوسط و اواخر قرن هفدهم میلادی و به صورت جدی تر در قرن هجدهم نمود پیدا کردند. در این دوران نقاشانی چون دیمیتری گریگورویچ لِویتسکی (Дми́трий Григо́рьевич Леви́цкий (۱۷۳۵—۱۸۲۲ و ولادیمیر لوکیچ بٌرٌویکووسکی (Влади́мир Луки́ч Боровико́вский (۱۷۵۷ —۱۸۲۵) مشهورند. از همان زمان هنر نقاشی روسی روند جهانی در پیش گرفت و هنرمندان برجسته قرن نوزدهم روسیه ظهور کردند.
مجسمه‌سازی نیز در روسیه از جایگاه ویژه ای برخوردار است. این هنر به ویژه پس از روی کارآمدن پتر اول گسترش یافت و جلوه ای از سبک پیکرنگاری خلاقانه روسی را به نمایش می‌گذارد. در پارک‌ها، موزه‌ها، ایستگاه‌های مترو، نمای داخلی و بیرونی کاخ‌های دوران امپراتوری و میدان‌ها و خیابان‌های شهرهای روسیه مجسمه‌های زیبایی مشاهده می‌شوند که نمایانگر تاریخ این کشور چه دوران قبل از انقلاب اکتبر و چه پس از آن است. همچون مجسمه یک مرد و زن که در دستانشان داس و چکش دیده می‌شود به نام (زن و مرد کارگر)، کاری ست از پیکرنگار آن دوران وِرا ایگناتِونا موخینا (Ве́ра Игна́тьевна Му́хина (۱۸۸۹—۱۹۵۳ که در نزدیکی ایستگاه مترو پارک ودنخا ВДНХ نصب شده و به یک ایده و نماد دوران شوروی در مسکو بدل شده است.
در روسیه موزه‌ها و گالری‌های بسیاری وجود دارند. روس‌ها به هنر روسی افتخار می‌کنند و همواره بازدید از این موزه‌ها و گالری‌ها در برنامه آنها جای دارد. از میان این اماکن، موزه تریتیکوف Государственная Третьяковская галерея، موزه هنرهای زیبا به نام الکساندر پوشکین Государственный музей изобразительных искусств им. А. С. Пушкина در مسکو و موزه ارمیتاژ سنت پترزبورگ Эрмитаж از معروف‌ترین و دیدنی‌ترین آنها محسوب می‌شوند.
تئاتر روسی نیز همچون تاریخ این کشور به بخش‌های مختلف از تئاتر دوران قدیم روسیه، تئاتر دوران پادشاهی، دوران کاترین، امپراتوری، تئاتر دوران شوروی تا تئاتر معاصر تقسیم و ژانرهای متفاوتی از قبیل رمانتیک، موزیکال، باله، طنز، پانتومیم و تجربی را دربرمی گیرد. از قرن‌های گذشته این هنر نزد روس‌ها رشد کرده و اکنون به یکی از قابل توجه‌ترین و مهم‌ترین ارکان هنر در روسیه تبدیل شده است. سالن تئاتر روسیه، بالشوی تئاتر Большой театр و مالی تئاتر Малый театр از معروف‌ترین و فعال‌ترین در مسکو و تئاتر مارینسکی Мариинский театр در سنت پتربورگ محل اجرای نمایش‌ها در ژانرهای مختلف اند.
آیین‌ها و جشن‌های روس‌ها تنوع بسیاری دارد. ریشه و سرچشمه مراسم و آیین‌های تقویمی در روسیه از زمان باستان باقی مانده‌اند. جشن‌های تقویمی که به تغییر فصول یا ریشه مذهبی بر می‌گردد مانند ماسلنیتسا، سال نو میلاد مسیح، عید پاسخا، روز ایوان کوپالا همواره در روسیه با آداب خاصی برگزار می‌شوند. برخی جشن‌ها نیز یادبود روزهای مهم در تاریخ کشور و ملت است مانند روز جهانی زن، روز مدافعان میهن، روز پیروزی. در روسیه حتی روزهای مربوط به شهرها نیز وجود دارند که جشن‌های ویژه ای برای آن برگزار می‌شود؛ مانند روز مسکو که اوایل ماه سپتامبر برپا می‌شود. جشن‌های مربوط به مشاغل نیز از جایگاه ویژه ای برخوردارند. از جمله این جشن ها؛ روز کارگران معدن، روز معلم، روز پزشک، روز دیپلمات، روز کارمندان فرهنگی، روز پرستار و روز وکیل را می‌توان نام برد.
ماسلنیتسا جشن استقبال از بهار و شکوفایی ست که هرسال بسته به تاریخ عید پاسخا یا همان عید پاک زمان برگزاری آن تغییر می‌کند. معمولاً فاصله برگزاری این جشن تا پاسخا حدود هفت هفته است. جشن‌های مربوط به ماسلنیتسا یک هفته ادامه دارد و هر روز به یک نام خوانده می‌شود. ماسلنیتسا از دوشنبه آغاز و یکشنبه ۷ روز بعد خاتمه می‌یابد. این جشن آمدن بهار را خبر می‌دهد و از خوراکی‌های معروف آن بلینی ست که گرد و روغنی پخته می‌شود و نماد خورشید است. روز آخر جشن که روز بدرقه ماسلنیتساست با روشن کردن آتش یا آتش زدن مترسک سرما و زمستان همراه است.
عید پاسخا با آداب خاصی برگزار می‌شود. انجام مراسم عشای ربانی و گردهمایی در کلیساها، رنگ آمیزی و تزیین تخم مرغ، پختن شیرینی و کیک‌های مخصوص، دید و بازدیدهای خانواده‌ها و دوستان است از آن جمله اند. پاسخا در سال ۲۰۱۹ بنابر تقویم روسی خورشیدی از ۲۱ آوریل تا ۲۸ آوریل است.
۸ مارس روز جهانی زن در روسیه نیز گرامی داشته می‌شود. در این روز زنان و مادران مورد تقدیر قرار می‌گیرند، هدیه می‌گیرند و همه اعضای خانواده از آنان به پاس زحماتشان تشکر می‌کنند.
جشن ایوان کوپالا همان جشن فرارسیدن تابستان است که معمولاً دوهفته پس از شروع فصل تابستان برگزار می‌شود. خدای حاصلخیزی و فراوانی در تابستان نزد مردمان روس باستان کوپالا نام داشت و برای گرامیداشت این خدا، شب‌ها ترانه سر می‌دادند و از روی آتش می‌پریدند. اما پس از ظهور مسیحیت در روسیه این جشن با آداب مسیحیان درآمیخت و خدای کوپالا را پس از غسل تعمید، ایوان نامیدند.
از دیگر جشن‌های بسیار مهم روسیه گرامیداشت روز پیروزی День Победы؛ ۹ می است. این جشن به یاد قهرمانی‌ها و جانفشانی‌های مردمان روس در جنگ جهانی دوم برگزار می‌شود. ۹ می ۱۹۴۵ ارتش شوروی بر ارتش آلمان نازی غلبه یافت و چهار سال نبرد خونین پایان گرفت. این پراهمیت‌ترین اتفاق در تاریخ روسیه معاصر است و جشن‌های بسیاری در سراسر کشور به مناسبت آن برگزار می‌شود. رژه ارتش در میدان سرخ با حضور ولادیمیر پوتین و شخصیت‌های مهم نظامی و دولتی نیز از جمله مراسم خاص این روز است.

### مشاهیر فرهنگی
ویچسلاو ایوانوف Вячесла́в Ива́нович Ива́нов؛ (۱۶ ژوئیه ۱۹۴۹–۲۸ فوریه ۱۸۶۶) را فرزانه شعر نمادگرایی روسیه خوانده‌اند. شاعر، محقق و منتقد ادبی بود و در مسکو زاده شد. در دانشگاه برلین در رشته تاریخ و ادبیات و زبان دوران باستان تحصیل کرد و رساله دکتری خود را در ۱۹۲۳ میلادی به پایان رساند. به زبان‌های آلمانی و ایتالیایی مسلط بود. در آغاز پیشه تاریخ‌دانی و واژه‌شناسی را دنبال می‌کرد تا آنکه نخستین مجموعه شعر خود به نام «ستارگان راهنما» را در ۱۹۰۲ منتشر کرد و در جایگاه شاعران نمادگرا قرار گرفت. و در ۱۹۰۴ مقاله ای در نشریه «راه نو» منتشر نمود به نام «کیش یونانی رنج و ایزد جاوید» که سر و صدای زیادی به پا کرد. در همان سال شعری به نام «شفافیت» سرود و در سال ۱۹۰۷ شعر «اروس»، ۱۹۱۱ «شور قلبی» و ۱۹۱۲ «راز لطیف» را منتشر کرد. انقلاب روسیه او را مجبور به مهاجرت کرد. در ایتالیا ادبیات اسلاو تدریس می‌کرد و مقالات متعددی به زبانهای آلمانی و ایتالیایی نوشت. او در سالهای پایانی عمر تحولی را در خلاقیت خود تجربه کرد و وضوح و سادگی و پیوستگی احساس را در «دفتر خاطرات رم» به مخاطب عرضه نمود. و
میخاییل باختین Михаи́л Миха́йлович Бахти́н؛ (۷ مارس ۱۹۷۵–۱۷ نوامبر ۱۸۹۵)از رهبران مکتب شکل گرایی روسی ست. وی پژوهشگر ادبی و نظریه‌پرداز بود که او را بنیانگذار پست فرمالیسم می‌دانند. باختین در اودسا دبیرستان را تمام کرد و در ۱۹۱۳ میلادی وارد دانشکده زبان‌شناسی تاریخی شد و خود سال بعد از آن به دانشگاه پتربورگ رفت. او از محضر استادانی چون زلینسکی؛ پژوهشگر ادبیات کلاسیک، وودنسکی، فیلسوف برجسته و تروفسکی؛ استاد زبان وادبیات اسپانیایی بهره برد و در اثر خود «تراژدی هومری» از این شاگردی استفاده کرده است. باختین در ۱۹۲۹ کتاب «مسائل بوطیقای داستایفسکی» را منتشر کرد و در آن منطق مکالمه را با نام چندصدایی معرفی نمود. وی سال‌های جنگ را در مسکو گذراند. وی رساله ای در باب رابله؛ نویسنده سده شانزدهم فرانسه نگاشت که به عنوان رساله دکتری وی سالها بعد در ۱۹۶۵ میلادی منتشر شد. باختین در این اثر می‌گوید هر بوطیقایی که شایسته این نام باشد باید بر تعریف تازه ای از موضوع استوار گردد، متون ادبی باید همچون فرایندی اجتماعی تلقی شود که عمیقاً در تاریخ جای دارد. و آثار عمده او که به فارسی ترجمه شده‌اند: ۱- مقاله روش‌شناسی علوم انسانی ۲- تخیل مکالمه ای.
اولگا برگولتس О́льга Фёдоровна Бергго́льц؛ (۱۳ نوامبر ۱۹۷۵–۱۶ می ۱۹۱۰) شاعر، نویسنده، روزنامه‌نگار و عضو اتحادیه نویسندگان شوروی، متولد لنینگراد است. نخستین مجموعه شعرش در ۱۹۳۴ میلادی منتشر شد و در پی آن کتاب «ترانه‌ها» ۱۹۳۵ و «برگ ریزان» ۱۹۳۸ از این بانوی روس انتشار یافت. خاطرات وی از محاصره لنینگراد به نام‌های «لنینگراد» ۱۹۴۲ و «جاده تر» ۱۹۴۵ حکایت محاصره ۹۰۰ روزه این شهر در جریان جنگ جهانی دوم و دیدگاه او نسبت به رویدادها را بیان می‌کند. او در این یادداشت‌ها با لحنی ساده، از ایمان، شجاعت و غرور مدافعان شهر و کشورش می‌گوید. این نوشته‌ها به نوعی بازتاب تجارب نسل اوست. در ۱۹۵۱ به دلیل سرودن اشعار حماسی، جایزه دولتی لنین را دریافت کرد. فیلم مستندی از زندگی او در سال ۲۰۱۰ میلادی ساخته شد.
ایوان بونین Ива́н Алексе́евич Бу́нин؛ (۸ نوامبر ۱۹۵۳–۲۲ اکتبر ۱۸۷۰) شاعر و نویسنده روس، برنده جایزه نوبل ادبیات ۱۹۳۳ میلادی است. او از خانواده ای اشرافی، درونگرا و علاقه‌مند به سفر بود. ابندا کار خود را از روزنامه‌نگاری آغاز کرد و بعدها پا به عرصه ادبیات و نویسندگی گذارد. شعر و نثر او مضامینی از غنای طبیعت، زیبایی اندوه زا و شب را تداعی می‌کند. نثر وی ثابت می‌کند که یکی از استادان بزرگ زبان و ادبیات روسی ست. داستان‌هایش تغزلی و سرشار از توصیف‌های طولانی از طبیعت است. با انقلاب بلشویکی در روسیه تصمیم به مهاجرت گرفت و در پاریس ساکن شد. بونین را از آخرین نمایندگان ادبیات سده نوزدهم روسیه می‌دانند، اگرچه وی تا نیمه دوم سده بیستم زندگی می‌کرد اما تنها دربارهٔ روسیه ای می‌نوشت که تولستوی و چخوف ترسیم می‌کردند. وی هنگام دریافت جایزه نوبل ادبیات گفت که به هیچ سبک خاصی تعلق ندارد؛ نه سمبولیست است نه ناتورالیست، بیشتر عمرش را در روستاها گذرانده و در نهایت این شعر سعدی را می‌خواند که: در اقصای عالم بگشتم بسی.. به‌سر برده‌ام ایام با هرکسی.. تمتع به هر گوشه ای یافتم.. ز هر خرمنی خوشه ای یافتم…
از آثار منتشر شده بونین به فارسی می‌توان به «گذرگاه‌های سایه سار»، «آقایی از سانفرانسیسکو» و «پولدار» اشاره کرد.
باریس پاسترناک Бори́с Леони́дович Пастерна́к؛ (۳۰ می ۱۹۶۰–۱۰ فوریه ۱۸۹۰) شاعر، نویسنده و مترجم روسی از خانواده ای فرهیخته و هنرمند متولد مسکو است. کیش خانواده یهودی بود اما پاسترناک به مسیحیت گروید. وی اولین شعر خود را در سن ۲۳ سالگی سرود. پس از آن اشعار بیشتری سرود و شعرهایش در چارچوب سمبولیسم قرار داشت اما با تنوع بیشتر. در دانشگاه فلسفه خواند و به فلسفه کانت علاقه‌مند شد. فعالیت وی با بروز جنگ جهانی اول درهم ریخت اما پس از انقلاب ۱۹۱۷، در کمیساریای خلق استخدام شد و در آنجا با آثر مارسل پروست آشنا گشت. در سال ۱۹۳۵ میلادی اشعارش تجدید چاپ و به ۵ زبان خارجی ترجمه شدند. در ۱۹۵۶ نوشتن رمان «دکتر ژیواگو» را تمام کرد و در ۱۹۵۸ برنده جایزه نوبل ادبیات شد. آثار ترجمه شده وی به فارسی عبارتند از: دکتر ژیواگو، زندگی خواهر من است و چهار نامه.
ورا پانووا Ве́ра Фёдоровна Пано́ва؛ (۳ مارس ۱۹۷۳–۲۰ مارس ۱۹۰۵) نویسنده روس متولد شهر روستوف است. او نویسندگی را در جریان جنگ جهانی دوم آغاز کرد و رمان «همسفران» در ۱۹۴۶ از وی نویسنده ای معتبر ساخت. پانووا با این داستان جایزه استالین را دریافت نمود. این داستان تنها از جنگ و قهرمانی سربازان نمی‌گوید بلکه به زندگی خصوصی و مشکلات خانواده سربازان می‌پردازد اما همه چیز را به شکلی توصیف می‌کند که پرشور و غرورآفرین باشد. این بانوی نویسنده، رمان «کارخانه» را در ۱۹۴۷ و «گذشت سالها» را در ۱۹۵۳ نگاشت. او داستان‌نویس کودکان نیز بود و «سریوژا»، «والیا و والودیا» از دید کودکانه روایت می‌شوند. از آثار او که به فارسی ترجمه شده‌اند: «سریوژا» و «هم قطارها» را می‌توان نام برد. و
یِوگِنی زامیاتین Евге́ний Ива́нович Замя́тин؛ (۱ فوریه ۱۸۸۴–۱۰ مارس ۱۹۳۷) نویسنده، منتقد، نمایشنامه نویس و یکی از موثرترین افراد در تکوین ادبیات روسی به ویژه در دهه ۱۹۲۰ ادبیات این کشور به حساب می‌آید. پدرش کشیش ارتدوکس و معلم مدرسه ابتدایی و مادرش نوازنده چیره‌دست پیانو بودند. در ۱۹۰۲ زامیاتین دانشجوی مهندسی دریا در مؤسسه پلی تکنیک سنت پترزبورگ بود. در سال ۱۹۰۵ به حزب بلشویک پیوست. از حدود ۱۹۰۸ به عنوان نویسنده مطرح شد. از ۱۹۰۸ تا ۱۹۱۱ آثاری منتشر کرد که چندان مورد استقبال نبودند. از ۱۹۱۱ نوشتن را به صورت جدی آغاز نمود. رمانی با عنوان «یک حکایت شهرستانی» در نشریه ادبی «زاویتی» منتشر کرد و با آن در سراسر روسیه مشهور شد. رمان «دخمه فراموش شده»، «آوریل»، «زهدان»، «جان‌سخت‌ها» و «آفریقا» از دیگر آثار او طی سال‌های ۱۹۱۴–۱۹۱۶ هستند. مضمون اصلی در رمان‌های قبل انقلاب زامیاتین اغلب حکایت کارکنان دولت، روحانیان، بازرگانان و طبقه متوسط جامعه بود. پس از انقلاب ۱۹۱۷، وی از نیروی انقلاب استقبال می‌کرد و نُمود آن در آثارش نیز هویداست اما به برخی عملکرد افراطی بلشویک‌ها انتقاد داشت و در سلسله مقالاتی که منتشر می‌نمود به سیاست‌های آنان می‌تاخت. رمان «صیاد انسان‌ها»، «شمال» و «غار» از دیگر آثار اوست. او در اوج فعالیت نویسندگی با ماکسیم گورکی دررفت‌وآمد بود و گورگی او را خبره زبان روسی می‌دانست و استعدادش را می‌ستود. زامیاتین با حمایت گورکی به نمایشنامه نویسی نیز روی آورد و نخستین نمایشنامه خود را به نام «شعله‌های سن دومینیک» در ۱۹۲۲ با مضمون ارتداد، اومانیسم و خطاپذیری در محیط اسپانیای قرن ۱۶ نوشت. امروزه در غرب بیشتر وی را با رمان «ما» که در سال ۱۹۲۷ نوشته شد می‌شناسند. این رمان با تصویرپردازی عالی و سبکی موجز جایگاه نویسنده را در سطح جهانی ارتقا داد. و وی در ۱۹۳۱ شوروی را ترک کرد و در پاریس تا آخر عمر ماندگار شد. چند داستان کوتاه حاصل مهاجرت اوست. از این نویسنده رمان معروف «ما» به ترجمه بهروز مشیری در تهران چاپ شد و سپس در سال ۱۳۷۹ شمسی بار دیگر ترجمه و به چاپ رسید.
الکساندر سولژنیتسین Алекса́ндр Иса́евич Солжени́цын؛ (۸ اوت ۲۰۰۸–۱۱ دسامبر ۱۹۱۸) نویسنده روس و یکی از درخشان‌ترین استعدادها در نثر روسی پس از جنگ جهانی دوم است. وی در خانواده ای فرهنگی متولد شد و چون ۱۹۱۸ به دنیا آمد به او لقب فرزند اکتبر داده بودند چرا که در رژیم شوروی این لقب به فرزندانی داده می‌شد که پس از انقلاب اکتبر به دنیا آمده بودند و انتظار می‌رفت در بنای کمونیسم و در آینده آن نقش مهمی ایفا کنند. سولژنیتسین ریاضیات خوانده بود اما دوره‌هایی در زمینه ادبیات و فلسفه نیز گذراند. در کتاب‌هایش به سبب دانشی که در حوزه ریاضیات و فیزیک و پزشکی ارائه می‌کند، خواننده را تحت تأثیر قرار می‌دهد. در زمان جنگ جهانی دوم به عنوان افسر به جنگ رفت و از آنجا نامه ای فرستاد که به صراحت اشتباهات استالین را برمی‌شمرد. به همین سبب در فوریه ۱۹۴۵ دستگیر و به مسکو اعزام شد. جرم او فعالیت ضد خلق و بهتان کینه ورزانه بود که نتیجه آن ۸ سال زندان و اردوگاه تأدیبی بود. وی همواره در آثار خود حکومت کمونیستی را محکوم و مورد پرسش قرار می‌داد و یکی از نیرومندترین معارضان رژیم شوروی و شخصیتی مؤثر در تاریخ روشنفکری قرن بیستم به حساب می‌آید. مدتی از زندگی خود را در تبعید گذراند و همواره توسط کا گ ب تحت نظر بود.
وی در سال ۲۰۰۸ در خانه ییلاقی خود واقع در حومه مسکو درگذشت و در صومعه دانسکی به خاک سپرده شد. در مراسم تشییع او پوتین، مدودوف، بسیاری هنرمندان و نویسندگان و مردم عادی شرکت داشتند.
از آثار وی که به فارسی ترجمه شده‌اند می‌توان موارد ذیل را نام برد:
خانه ماتریونا (۱۳۵۰ ش)
به زمامداران شوروی (۱۳۵۵)
جهانی از هم گسیخته (۱۳۶۰)
بخش سرطان (۱۳۶۲)
لنین در زوریخ (۱۳۶۴)
مجمع الجزایر گولاگ (۱۳۶۶)
شمعی در باد (۱۳۶۸)
پله اول دوزخ (۱۳۷۱)

### پوشش

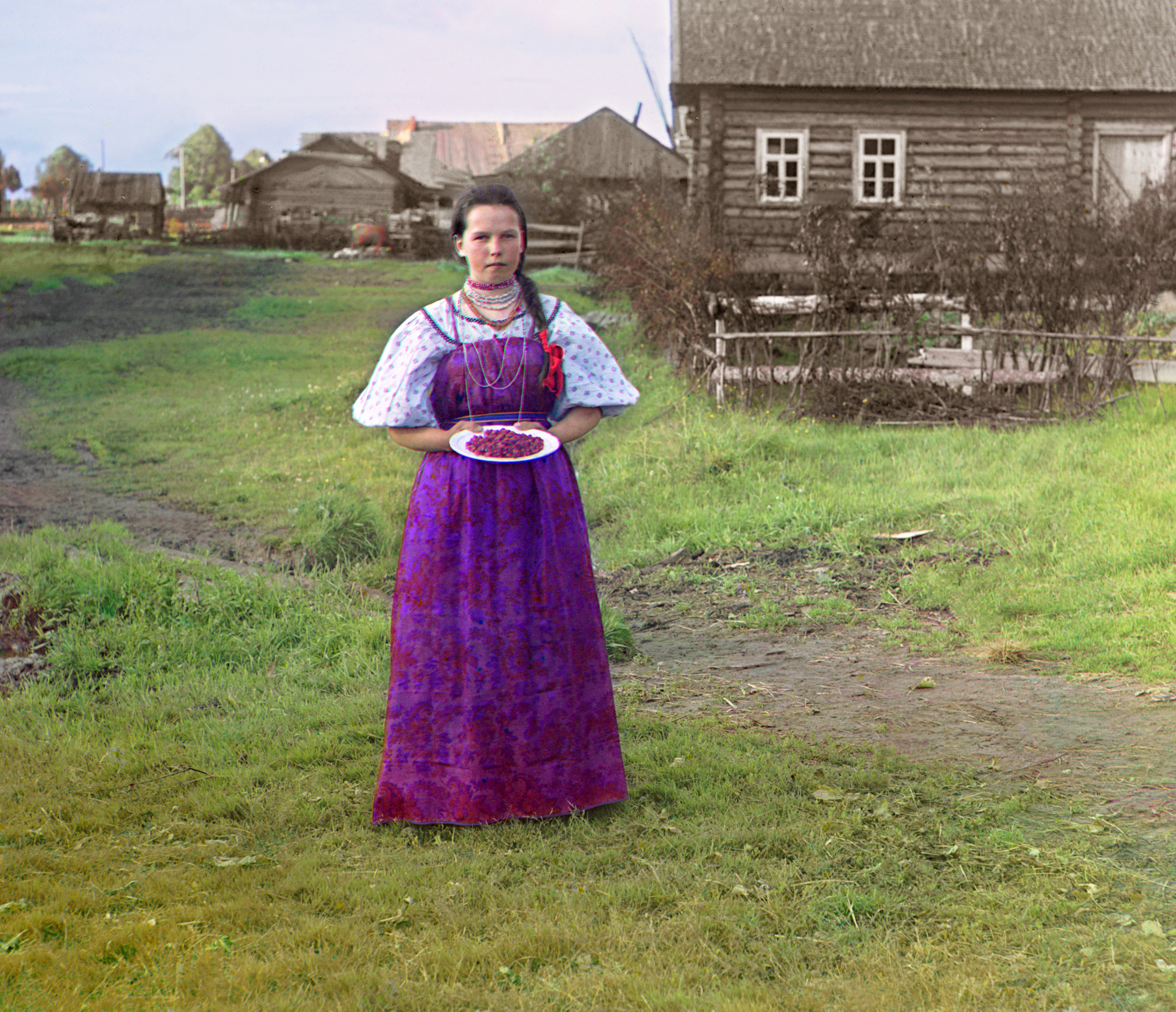
سارافان لباس زنانهٔ ذوزنقه‌ایِ سنتی

لباس مردم روسیه در مناطق مختلف این کشور از تفاوت‌های برجسته ای برخوردار است، اما به سبب بروز حوادث مشترک در گذر سالیان دراز، پوشش‌های یکسانی پدید آمده است، که در این مورد، می‌توان چندین مورد را نام برد.
اوشانکا: در سده ۱۴ تا ۱۷ به عنوان کلاه رسمی کشور معرفی شد. کارایی این کلاه در برابر سرما سبب شد تا مردم روس در جای جایِ کشور، رفته رفته به استفاده از اوشانکا تشویق شوند. از سویی، استفاده رقصندگان روسی از آن در مناطق سردسیر، موجب شد تا جوانان ارتباط عمیقی با اوشانکا برقرار کنند. این کلاه امروزه به عنوان شناسنامه این کشور مورد توجه جهانیان واقع شده است.
سارافان: یکی دیگر از نشانه‌های فرهنگ روس در سراسر جهان، پوششی به نام سارافان است. این روپوش در ابتدا توسط زنان روستایی استفاده شد و رفته رفته راهش به شهرهای بزرگ راه یافت. کارشناسان و تاریخدانان معتقدند ریشه شکل‌گیری آن در سال ۱۳۹۷ توسط زنان روستایی بوده است، و ایجاد مزارع اشتراکی سبب شد تا سارافان در سده ۲۰ به عنوان یک پوشش مناسب به محبوبیت بالایی رسد.
کوکوشنیک: این نوع کلاه برای نخستین بار در سده ۱۶ میلادی توسط اسلاوهای روس استفاده می‌شد. تفاوت کوکوشنیک با نمونه‌های دیگر در این است که این کلاه، همه موهای سر را می‌پوشاند. این مورد هم نمونه دیگریست که نشانگر شکوفایی فرهنگ روس با کمک اقوام دیگر است.

### موسیقی

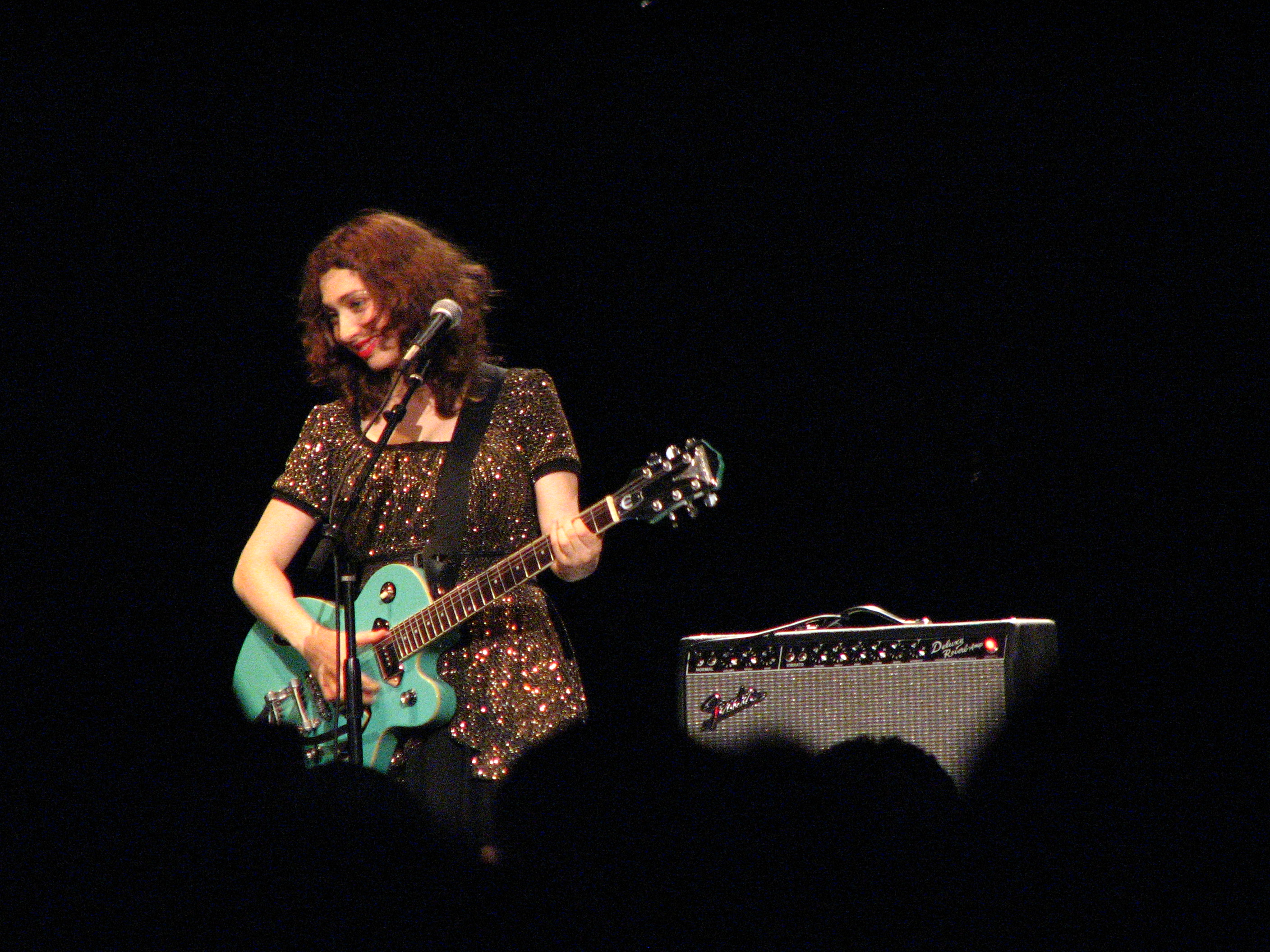
رجینا اسپکتور، ترانه‌پرداز و پیانیست روس‌تبار

موسیقی بخش جدایی ناپذیر زندگی روس‌ها را تشکیل می‌دهد و از دیرباز موسیقی و باله جای خود را میان روس‌ها حفظ کرده است. پیُتر ایلیچ چایکوفسکی Пётр Ильич Чайковский موسیقی دان روس برای همگان آشناست. موسیقی فولکلور محلی روسیه همانند غذا رنگارنگی بسیاری دارد، اما پرداختن قومیت‌های مختلف به موسیقی محلی، سبب شده تا موسیقی در سراسر روسیه ریشه بدواند. آواز، آهنگ، و ترانههای محلی با اثرگذاری بر سرودهای حماسی توانستند گروهی از مردم را در سده ۱۹ و ۲۰ به انقلاب‌های گوناگون نزدیک کند. در واقع، اثرگذاری موسیقی‌های حماسی که از موسیقی محلی ریشه گرفته است در برهه‌های تاریخی توانست اهداف خاصی را در بین مردم پیش ببرد.
از تأثیرات دیگر نواهای محلی می‌توان به شکل‌گیری گروه‌های موسیقی بنامی در این کشور اشاره کرد. به دیگر بیان، شمار زیاد اقوام در روسیه توانسته بر بار موسیقی این کشور بیفزاید.

### مردم
مردم روس از با جمعیت بیش ۱۴۰ میلیون نفر، دارای نژادها و سنت‌های مختلف از مردمان گوناگون است. روسیه به واسطه وسعت خود همیشه پذیرای مردمان کشورهای همسایه نیز بوده است. کارل مارکس، بنیان‌گذار مارکسیسم، در مورد روس‌ها گفته است: «سیاست امپراتوری روسیه تغییرناپذیر است. ممکن است روش‌ها و تاکتیک‌ها و مانورهایش تغییر کنند اما ستارهٔ راهنمای آن ــ سیاست تسلط بر جهان ــ همواره درخشان خواهد ماند.»

## سوغات روسیه

#### عروسک ماتروشکا

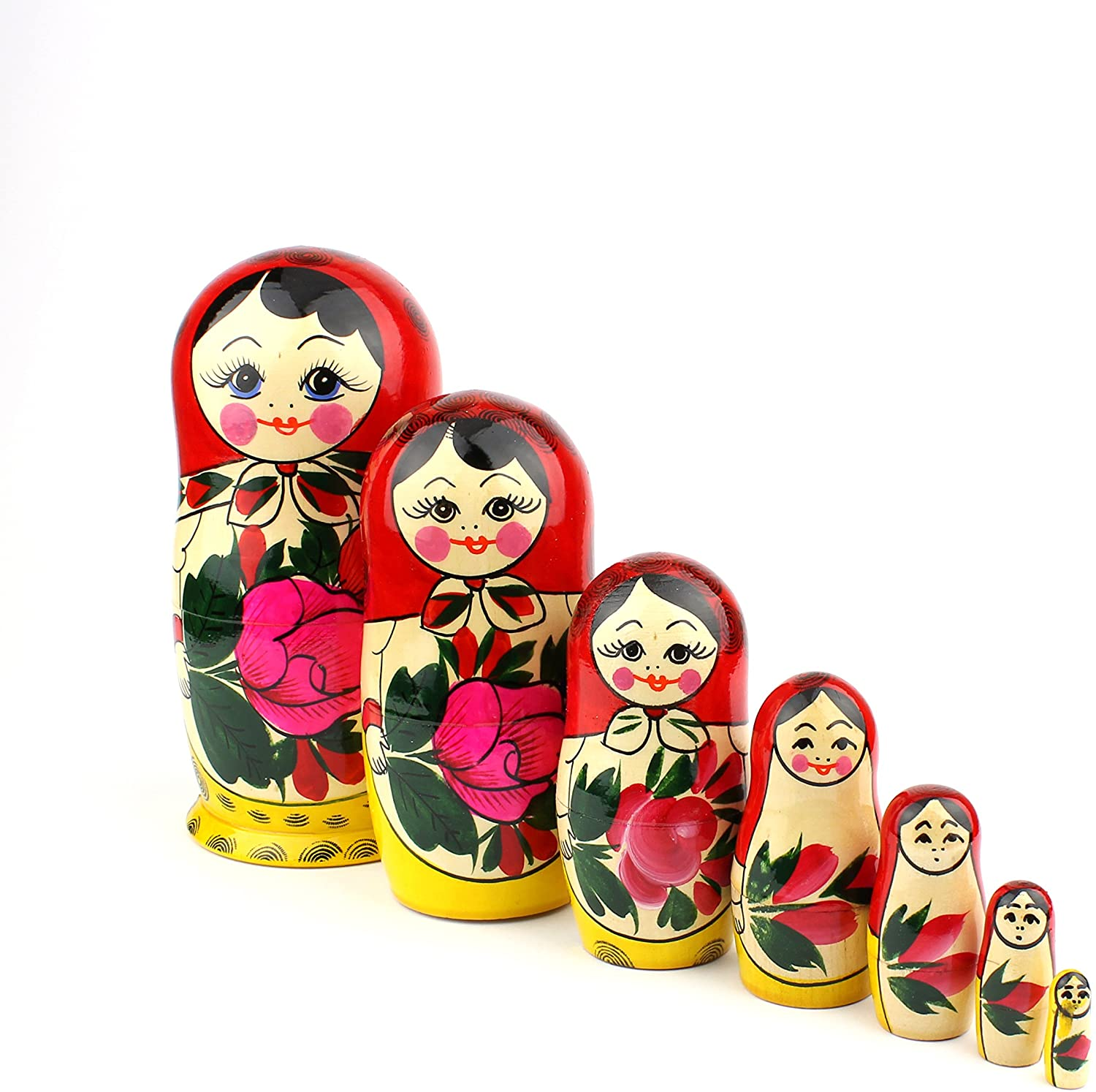
عروسک ماتروشکا

یکی از سوغات‌های پرطرفدار روسیه عروسک ماتروشکا است. این عروسک از سال ۱۸۹۰ شروع به تولید در کارگاه‌های صنایع دستی شد. عروسک ماتروشکا تعدادی عروسک چوبی هستند که از وسط به دو قسمت تقسیم می‌شوند و درون هر عروسک، عروسک بعدی قرار گرفته است. برروی این عروسک‌ها تصویر صورت یک زن طراحی شده است. این عروسک‌ها معمولاً به صورت دست‌ساز تولید می‌شوند از ارزش معنوی بسیار بالایی در بین روس‌ها برخوردارند.

#### ظروف خولخوم
ظروف خولخوم (Khokhloma) یکی از پرطرفدارترین سوغاتی‌های روسیه است. این ظروف از جنس چوب تولید شده و به رنگ طلایی رنگ آمیزی می‌شوند. سپس برروی این ظروف طرح‌های سنتی نقاشی می‌شود. این ظرف معمولاً به عنوان دکور استفاده می‌شوند.

#### کهربا
روسیه به عنوان مهد جهانی کهربا شناخته می‌شود و بیش از ۹۰ درصد از تولید جهانی این سنگ گرانبها در این کشور اتفاق می‌افتد. کهربا، یک صمغ طبیعی فسیل شده از درختان مخروطی باستانی است که به دلیل زیبایی طبیعی و خصوصیات جادویی خود شناخته شده است. این سنگ با رنگ‌های متنوع از قهوه‌ای تیره تا زرد لیمویی روشن مشخص می‌شود.

## باورها

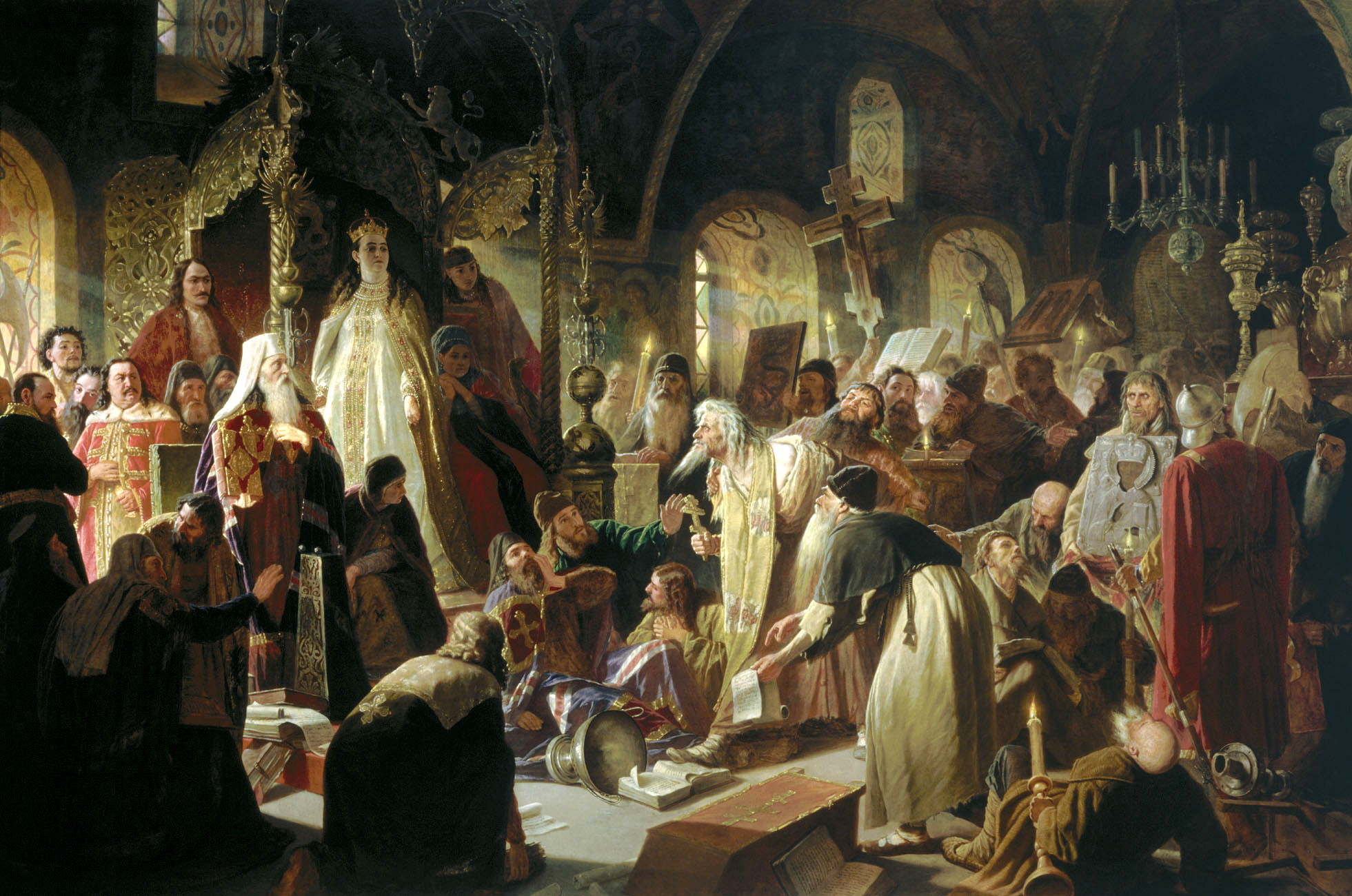
راسکول جدایش کلیسای ارتدکس روسی و ایجاد جنبش باورمندان کهن

در کشور روسیه ادیان متنوعی وجود دارند، روسیه شوروی به عنوان یکی از جمهوری‌های اتحاد جماهیر شوروی تحت بی‌خدایی حکومتی اداره می‌شد. فدراسیون روسیه مانند بیشتر کشورهای جهان دین رسمی ندارد و سکولاریته محسوب می‌شود. قانون اساسی سال ۱۹۹۷ به ادیان مسیحیت، اسلام، یهودیت و بودایی اهمیت ویژه ای داده است. حدود ۵۱ درصد مردم روسیه را مسیحیان تشکیل می‌دهند که از این میان ۴۵ درصد مردم روسیه پیروان کلیسای ارتدوکس شرقی و ۶ درصد دیگر پیروان مذاهب کاتولیک و اندکی نیز پروتستان‌ها هستند.
اسلام نیز در روسیه از گستردگی ویژه ای برخوردار است و پیروان آن حدود ۴۰ گروه قومی در روسیه را شامل می‌شوند. مناطقی از روسیه با بیشترین جمعیت مسلمان عبارتند از: قفقاز شمالی، ناحیه ولگا، اورال و غرب سیبری. بیشتر مسلمانان در جمهوری‌های آدیغیه، باشقیرستان، داغستان، اینگوشتیا، کاباردینو بالکاریا، کاراچای چرکسیا، اوستیای شمالی، تاتارستان و چچن زندگی می‌کنند. مسلمانان بسیاری نیز در منطقه فدرال مرکزی و در شهرهای بزرگی چون مسکو و سنت پتربورگ نیز ساکنند. مسجد جامع مسکو که در سال ۲۰۱۵ میلادی با حضور ولادیمیر پوتین افتتاح شد پذیرای بیش از ۱۰ هزار نفر است؛ و بزرگ‌ترین مسجد اروپا به‌شمار می‌رود. حدود بیش از ۲۰ میلیون نفر از جمعیت روسیه را مسلمانان تشکیل می‌دهند؛ گرچه آمار دقیقی در سرشماری‌ها از آنان اعلام نمی‌شود. اغلب مسلمانان روس، سنی مذهب اند. جمهوری خودمختار داغستان در جنوب روسیه در همسایگی با کشور جمهوری آذربایجان مهم‌ترین منطقه شیعه نشین روسیه و جمهوری خودمختار چچن و جمهوری خودمختار تاتارستان مهم‌ترین مراکز مسلمانان سنی مذهب در کشور روسیه هستند. آذری تبارهای مقیم روسیه نیز از دیگر شیعیان این کشور به‌شمار می‌روند.

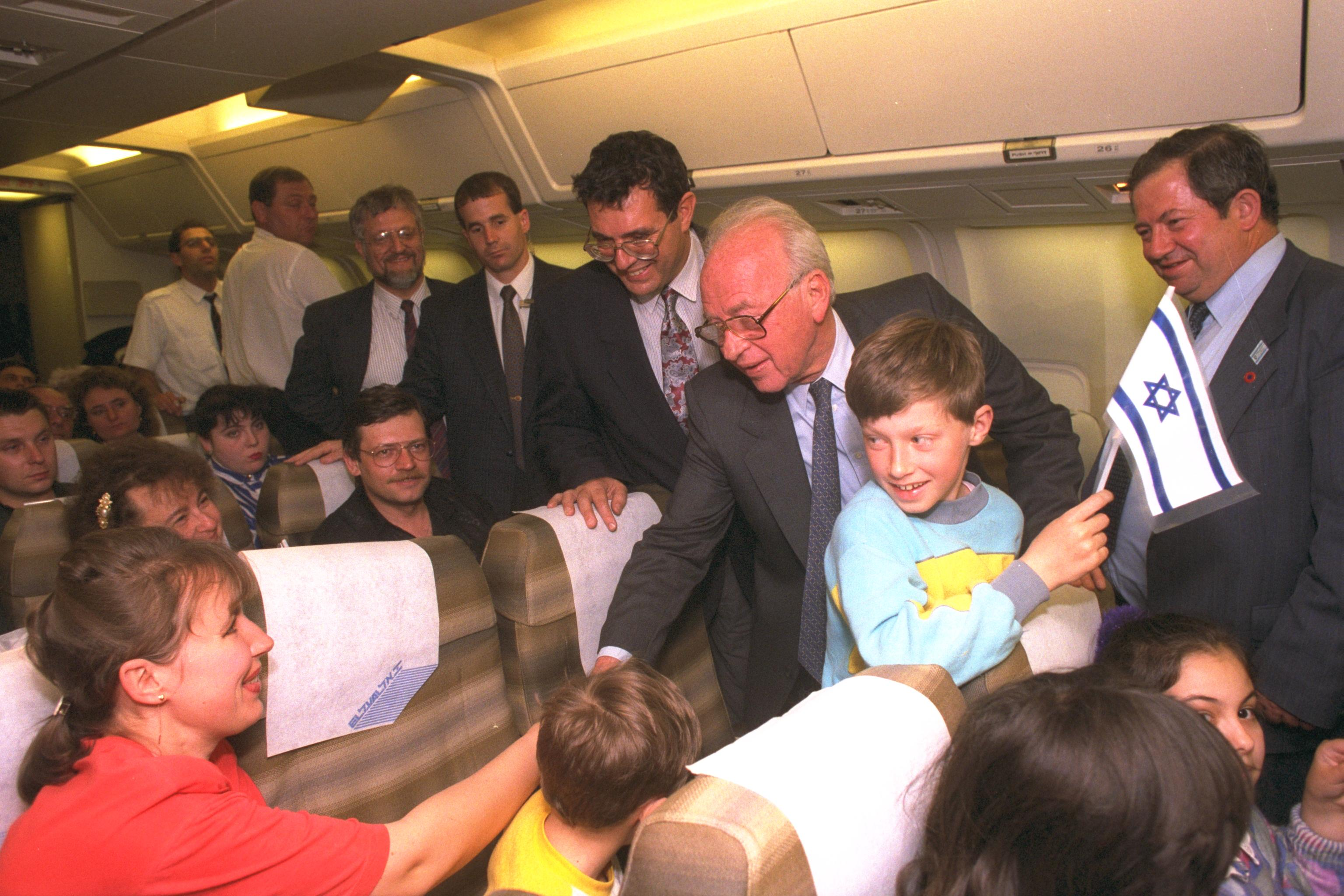
علیای پساشوروی دهه ۱۹۹۰، اجازه دولت گورباچف برای بازگشت یهودیان به اسرائیل

دین یهودیت نیز در روسیه پیروان بسیاری دارد. حدود ۴ درصد از روس‌ها یهودی اند که عمدتاً در غرب روسیه سکونت دارند. روسیه چهارمین کشور جهان از نظر تعداد ساکنان یهودی است.
آیین بودایی در شرق روسیه پیروان زیادی دارد حدود ۶ درصد از مردم روسیه پیرو این آیین هستند.
سلطه کمونیسم در روسیه هفت دهه ادامه یافت و تأثیرات فراوانی از نظر فرهنگی و مذهبی بر این کشور گذاشته است گرچه کمونیست‌ها هرگز نتوانستند ادیان را در روسیه ریشه کن کنند و پس از فروپاشی شوروی و انحلال حاکمیت کمونیسم، دین در روسیه دوباره نقشی ویژه یافت و خصوصاً کلیسای ارتدوکس شرقی بخش گسترده‌ای از پیروانش را بازیافت اما کمونیسم باعث شد روسیه به یکی از بزرگ‌ترین کشورهای جهان با جمعیت بی‌دین تبدیل گردد در حال حاضر ۲۵ درصد از مردم این کشور خود را پیرو هیچ دینی نمی‌دانند.

## جاذبه‌های گردشگری

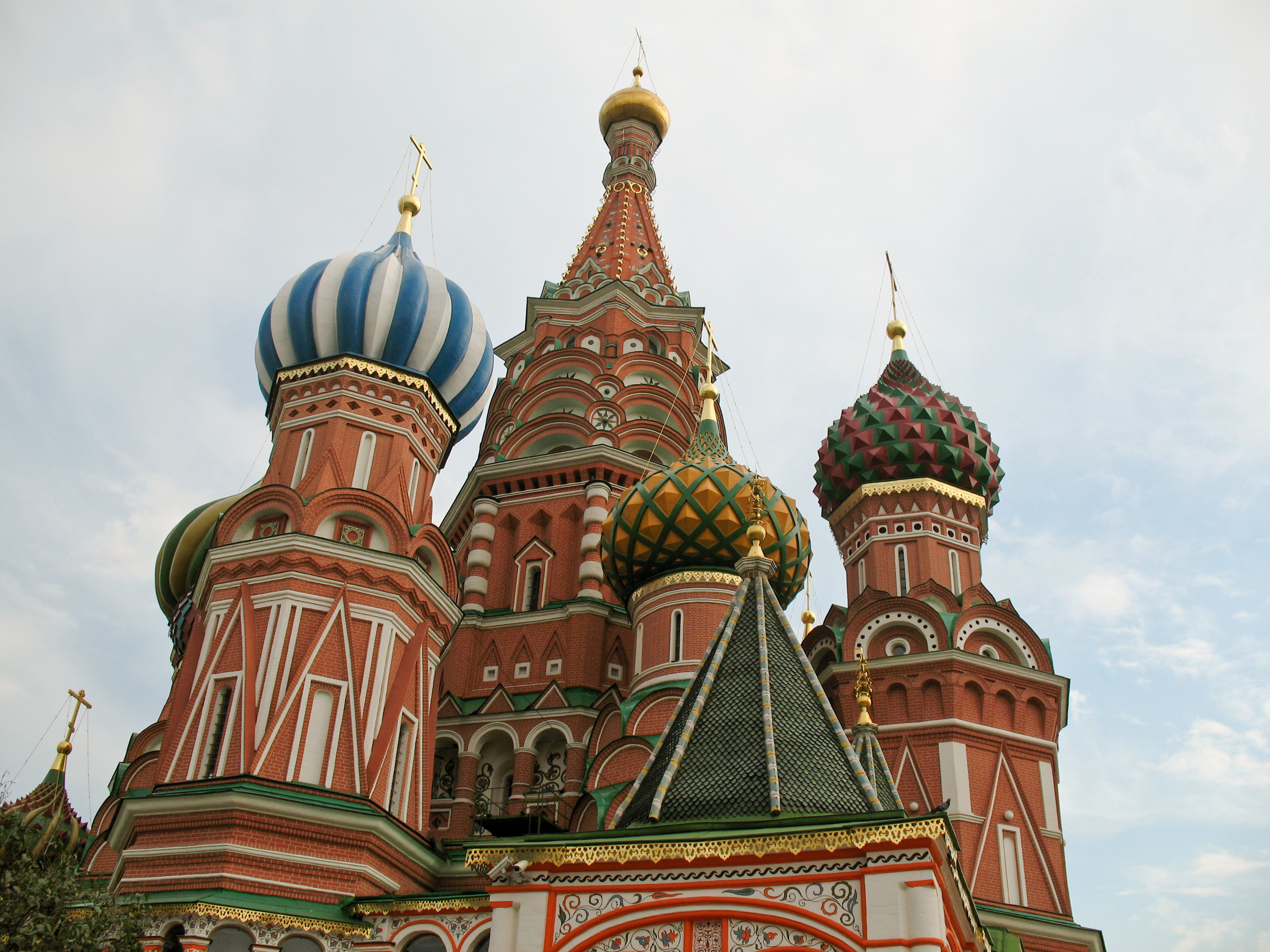
کلیسای جامع سنت باسیل در مسکو

روسیه دارای جاذبه‌های تاریخی و طبیعت گردی فراوانی است
شماری از جاذبه‌های تاریخی:
روسیه از جمله کشورهایی است که از گردشگران و جهانگردان به آن اقبال فراوان دارند. از جمله جاذبه‌های گردشگری روسیه می‌توان به این موارد اشاره کرد:
متروی مسکو، ساختمان‌های هفت خواهر، میدان سرخ، موزه‌های تریتیاکوف و پوشکین، مقبره لنین، مجموعه کاخ و کلیساهای کرملین، پارک پیروزی و موزه جنگ و در دیگر شهرها می‌توان به مواردی چون مسجد قل شریف در کازان، کلیسای اسحاق در سنت پترزبورگ، کاخ‌های کاترین در شهرهای سن پترزبورگ و پوشکین و جاذبه‌های شهر زیبای سوچی در ساحل دریای سیاه اشاره کرد.
تعدادی از جاذبه‌ها:
مناطق گردشگری به ترتیب اهمیت شامل بخشهای زیر است:
- تپه وارابیف (تپه گنجشک‌ها)
- غار اوردا
- ستون‌های لِنا(Lena Pillars)
- وولوگدا
- صخره‌مان پوپو نر
- قلعه آشیانه پرستو

## غذا و دسرها
در سبد غذایی روس‌ها چند ماده غذایی را زیاد می‌توان یافت: از جمله محصولات لبنی، تخم مرغ، سیب زمینی، چغندر، هویج، کلم، پیاز، خیار، گوجه فرنگی، شوید، تره، ماهی و خاویار قرمز. کشوری به وسعت روسیه با جمهوری‌ها و مناطق مختلفی که بعضاً صدها کیلومتر با یکدیگر فاصله دارند، قطعاً خوراک و دسرهای متفاوتی هم دارند. اما آشپزخانه ملی روسیه برای روس‌ها اهمیت ویژه ای دارد. آنچه تقریباً در همه مناطق روسیه به عنوان صبحانه مصرف می‌شود، کاشاست. کاشا каша که به نوعی یکی از غذاهای ملی روسیه به حساب می‌آید، مخلوطی ست از گندم سیاه، جو پرک، آرد چاودار و نشاسته ذرت که با یکدیگر پخته می‌شود و مقداری شیر و کره به آن اضافه می‌کنند. بلینی Блины نیز در وعده صبحانه معمولاً وجود دارد که یا به صورت خانگی تهیه می‌شود یا از فروشگاه‌ها آماده می‌خرند. قهوه جایگاه ویژه ای بین روس‌ها دارد. کمتر کسی را در روسیه می‌توان یافت که روزانه و اغلب صبح‌ها یک فنجان قهوه ننوشد. وعده ناهار به سه بخش تقسیم می‌شود. بخش اول را معمولاً سوپ تشکیل می‌دهد که اغلب به صورت میکس شده یا مخلوط سبزیجات است. بُرش борщ هم که جایگاه خاصی میان روس‌ها دارد. این سوپ از چغندر با سبزیجاتی چون پیاز و هویج تهیه شده و گاهی تکه ای گوشت ماهیچه هم در آن وجود دارد. هنگام سرو بُرش، کمی سمِتانا сметана که نوعی کرم ترش است روی آن می‌گذارند. سوپ مخلوط گوشت و سبزیجات که سولیانکا солянка نام دارد از انواع سبزیجات تازه تهیه می‌شود. شی Щи نوعی سوپ متداول است که معمولاً از کلم درست شده و به صورت ترش یا شیرین مصرف می‌شود. بخش دوم اغلب پوره بادمجان، پلمنی Пельмени سالاد کلم، گاه تکه‌های کالباس با گوشت سرخ شده، شاه ماهی یا خاویار است. بخش سوم نیز انواع پیراشکی، گوشت ماهی یا مرغ است که معمولاً تنها و گاهی با گرچکا гречка، برنج و سیب زمینی صرف می‌شود. نان هم تقریباً همیشه در کنار غذا هست. کاتلت، سالاد آلیویه Оливье و ماکارونی هم از جمله غذاهایی ست که در وعده‌های ناهار مصرف می‌شوند. نوشیدنی‌هایی که همراه با ناهار صرف می‌شود معمولاً کمپوت یا همان آب میوه‌های شیرین است. انواع دسرها و شیرینی‌ها هم در آشپزخانه روسی تهیه می‌شود اما روس‌ها اغلب بعد از غذا چای می‌نوشند. وعده شام در بسیاری خانواده‌های روس ساده است. کمی سالاد با مخلوط حبوبات یا با تکه‌های کالباس و گاهی پوره سیب زمینی برای وعده شام از نظر آنها کافی ست. گرچه برخی نیز شام مفصل با نوشیدنی‌های متنوع به ویژه در مهمانی‌ها را ترجیح می‌دهند. و
روس‌ها نیز همانند ایرانی‌ها کلمه نوش جان؛ پریاتناوا آپِتیتا приятного аппетита را به اطرافیان خود هنگام صرف غذا می‌گویند که نشانه ادب و احترام است.
| نام فارسی | نام انگلیسی | نوع    | ترکیبات                            | تصویر | نام فارسی | نام انگلیسی      | نوع      | ترکیبات                         | تصویر |
| --------- | ----------- | ------ | ---------------------------------- | ----- | --------- | ---------------- | -------- | ------------------------------- | ----- |
| گگل موگل  | Kogel Mogel | دسر    | زرده تخم مرغ، شکر                  |       | بُرش       | Borscht          | سوپ      | چغندر، سیب زمینی، گوشت          |       |
| زاکاسْکی   | Zakuski     | سالاد  | پنیر، سبزی، ماهی نان، خاویار، ترشی |       | مدووخا    | Medovukha        | نوشیدنی  | عسل وحشی تخمیری                 |       |
| سالیانْکا  | Solyanka    | سوپ    | خیارشور، گوشت، لیمو                |       | آکْرُشْکا    | Okroshka         | میان‌وعده | گوجه، خیار پیاز، دوغ، تربچه     |       |
| پِلْمِنی     | Pelmeni     | خوراک  | خمیر پرشده گندم، گوشت              |       | الویه     | Olivier salad    | سالاد    | سیب‌زمینی، سبزی تخم مرغ، سس      |       |
| درآنیکی   | Draniki     | خوراک  | سیب زمینی، زرده تخم مرغ سبزی، آرد  |       | بْلینی     | Blini            | پن‌کیک    | خامه ترش، گندم سیاه کره، خاویار |       |
| تْوارُژْنیکی | Syrniki     | خوراک  | کوک پنیر، آرد تخم مرغ، شکر         |       | کاشا      | Kasha            | حلیم     | گندم، پیاز، شیر، گوشت           |       |
| وینِگِرِت    | Vinegret    | سالاد  | چغندر، سیب زمینی، خیارشور          |       | کْواس      | Kvass            | نوشیدنی  | نان چاودار                      |       |
| چاک چاک   | Çäkçäk      | دسر    | آرد، تخم مرغ، عسل                  |       | خالادِتْس   | Aspic(Kholodets) | ژله      | گوشت پخته آب‌پز، ژله             |       |
| کیسِل      | Kissel      | آبمیوه | آب میوه غلیظ نشاسته دار            |       | مُرْس       |                  | آبمیوه   | تمشک، شاه توت                   |       |
| گریچکا    | Grichka     | خوراک  | دانه سبوس دار (گندم سیاه)          |       |           |                  |          |                                 |       |

### شیرینی‌های روسیه
| نام فارسی           | نام انگلیسی           | نوع         | تصویر |
| ------------------- | --------------------- | ----------- | ----- |
| تولْسْکی پْریانیک      | Tulskiy Pryanik       | کیک         |       |
| پْریانیک             | Pryanik (Gingerbread) | کیک         |       |
| واتروشکا            | Vatrushka             | کلوچه       |       |
| بوبلیک              | Bublk                 | کلوچه       |       |
| پتاسی مْلِکزکو        | Ptasie Mleczko        | شکلات       |       |
| زِفیر                | Zefir                 | شکلات       |       |
| باتونچیکی روت فرونت | Batonchiki Rot Front  | شکلات       |       |
| آلنکا               | Alenka                | شکلات       |       |
| پاستیلا             | Pastila               | دسر میوه ای |       |

## سازهای سنتی
| نام       | اسم انگلیسی | تصویر |
| --------- | ----------- | ----- |
| بالالایکا | Balalaika   |       |
| بوبِن      | Buben       |       |
| گوسْلی     | Gusli       |       |
| لُژکی      | Lozhki      |       |
| گارمُن     | Garmon      |       |
| تْرِشُتکا    | Treshchotki |       |
| ژالِیکا    | Zhaleika    |       |
| دُمْرا      | Domra       |       |
| بایَن      | Bayan       |       |
| دومبرا    | Dombra      |       |

## تقویم
در روسیه باستان، سال شامل ۱۲ ماه بود که آنها را بر اساس پدیده‌های طبیعت نامگذاری کرده بودند. در قرن دهم میلادی با پذیرش مسیحیت در روسیه باستان، از سال شمار مورد استفاده رومیان یعنی تقویم یولیانسکی و همچنین تقسیم‌بندی ماه‌ها و روزهای هفته استفاده شد. آنها نام ماه‌ها را از رومیان گرفتند ولی اسامی روزهای هفته را خود برگزیدند. هفته به روسی نیدلیا Неделя است. روز دوشنبه به عنوان اولین روز هفته پانیدلنیک понедельник به معنی روز پس از بیکاری ست. سه شنبه فتورنیک Вторник به معنی دومین روز بعد از روز بیکاری، چهارشنبه سرِدا Среда به معنی روز وسط، پنجشنبه چِتوِرگ Четверг به معنی روز چهارم، جمعه پیاتنیتسا Пятница به معنای روز پنجم، شنبه سوبوتا Суббота به معنی روز آرامش و یکشنبه واسکرِسِنیه Воскресенье است.

### تقویم کریسمس در روسیه
در روسیه تاکنون ۳ تقویم استفاده شده است اما پس از گذشت تاریخی، تقویم مورد استفاده منسوخ شده است.

### تقویم گریگوریانسکی
یا همان، گاه‌شمار میلادی معروف که در اکثر کشورهای دنیا استفاده می‌شود و در روسیه هم گاهشمار اصلی است. این گاهشمار با روی کار آمدن حکومت شوروی پا به روسیه نهاد و تا پیش از آن (دوران حکومت تزار) گاهشمار ژولینی رایج بود.
اروپایی‌ها حدود ۳۵۰ سال پیش از روسیه به این گاهشمار روی آورده بودند.

### تقویم یولیانسکی
تقریباً فقط توسط کلیسای ارتودوکس روسیه برای مناسبت‌های مذهبی استفاده می‌شود. این گاه‌شمار را تزار «پتر کبیر» (قرن ۱۸ میلادی) وارد روسیه کرد. تا پیش از آن در حکومت تزاری، تقویم اسلاوی رایج بود.
در اروپا هم این گاهشمار تا سده ۱۶ میلادی مورد استفاده بوده، اما به دلیل کم دقتی در محاسبات (درست مانند گاه‌شمار قمری) کنار گذاشته شد، و گاه‌شمار گریگوری جایگزین شد.

### گاهشمار اسلاوی
دیگر در روسیه به کار نمی‌رود. تا پیش از تزار پتر کبیر (قرن ۱۸ میلادی) رایج بود و مبنای آن نه زاده شدن حضرت مسیح که آغاز آفرینش بود. اگر سال ۲۰۱۸ میلادی را به گاهشمار اسلاوی برگردانیم، سال ۷۵۲۶ اسلاوی است.
برای مدت‌ها، سال نو را در اول مارس (اسفند ماه) جشن می‌گرفتند. جشن ماسلنیتسا یا جشن آغاز بهار که همسانی‌هایی به نوروز ایرانی دارد، هنوز در روسیه در اسفند ماه جشن گرفته می‌شود. اما سپس تر، با تغییراتی، آغاز سال نو به اول سپتامبر (اواخر شهریور) منتقل شد.

## کشاورزی و دامپروری

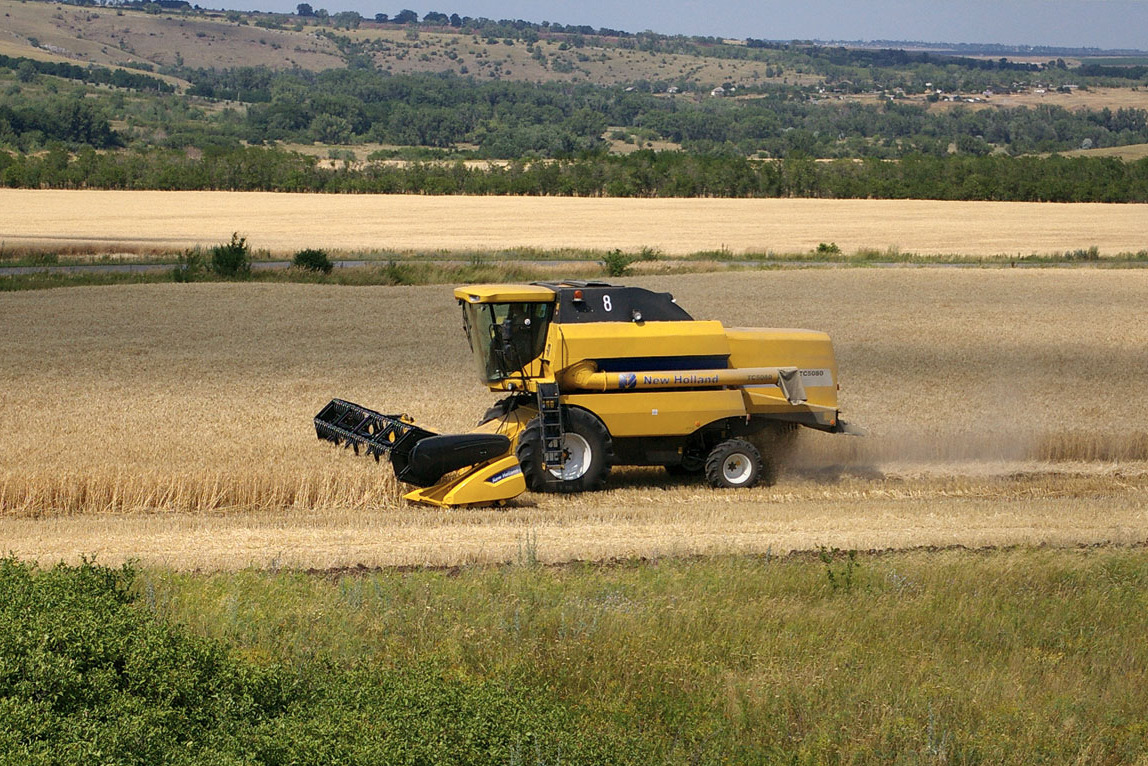
یک کمباین در استان روستوف، ژوئیه ۲۰۰۸‏

در روسیه، کشاورزی نقش مهمی در اقتصاد این کشور ایفا می‌کند. بخش کشاورزی در اوایل دهه ۱۹۹۰ (میلادی) از یک افت شدید گذار جان سالم به در برد، زیرا در تلاش برای تبدیل از یک اقتصاد دستوری به یک سیستم بازارمحور بود. در کمتر از ده سال، موجودی دام به نصف کاهش یافت و تقاضا برای غلات خوراک کاهش یافت و سطح زیر کشت غلات ۲۵ درصد کاهش یافت. این بخش از تولید ناخالص داخلی فدراسیون روسیه به‌طور میانگین حدود ۷ درصد را تشکیل می‌دهد. برای توسعه کشاورزی، روسیه به استراتژی‌های مختلفی متکی است. به عنوان مثال، تمرکز بر تولید غلات با بهره‌وری بالا، به‌طور ویژه گندم، جزو اهداف این کشور قرار دارد. همچنین، روسیه به عنوان بزرگ‌ترین صادرکننده گندم در جهان شناخته شده است. همچنین طبق گزارش فائو روسیه دارای ۲۱۵ میلیون هکتار اراضی قابل کشت و ۸۱۵ میلیون هکتار اراضی جنگلی است. زمین‌های کشاورزی ۱۳ درصد از خاک روسیه را اشغال می‌کنند. گندم، چغندر، نیشکر، سیب زمینی و غلات (ذرت، جو، جو و چاودار) مهم‌ترین محصولات کشاورزی فدراسیون روسیه هستند.